# Manifest destiny

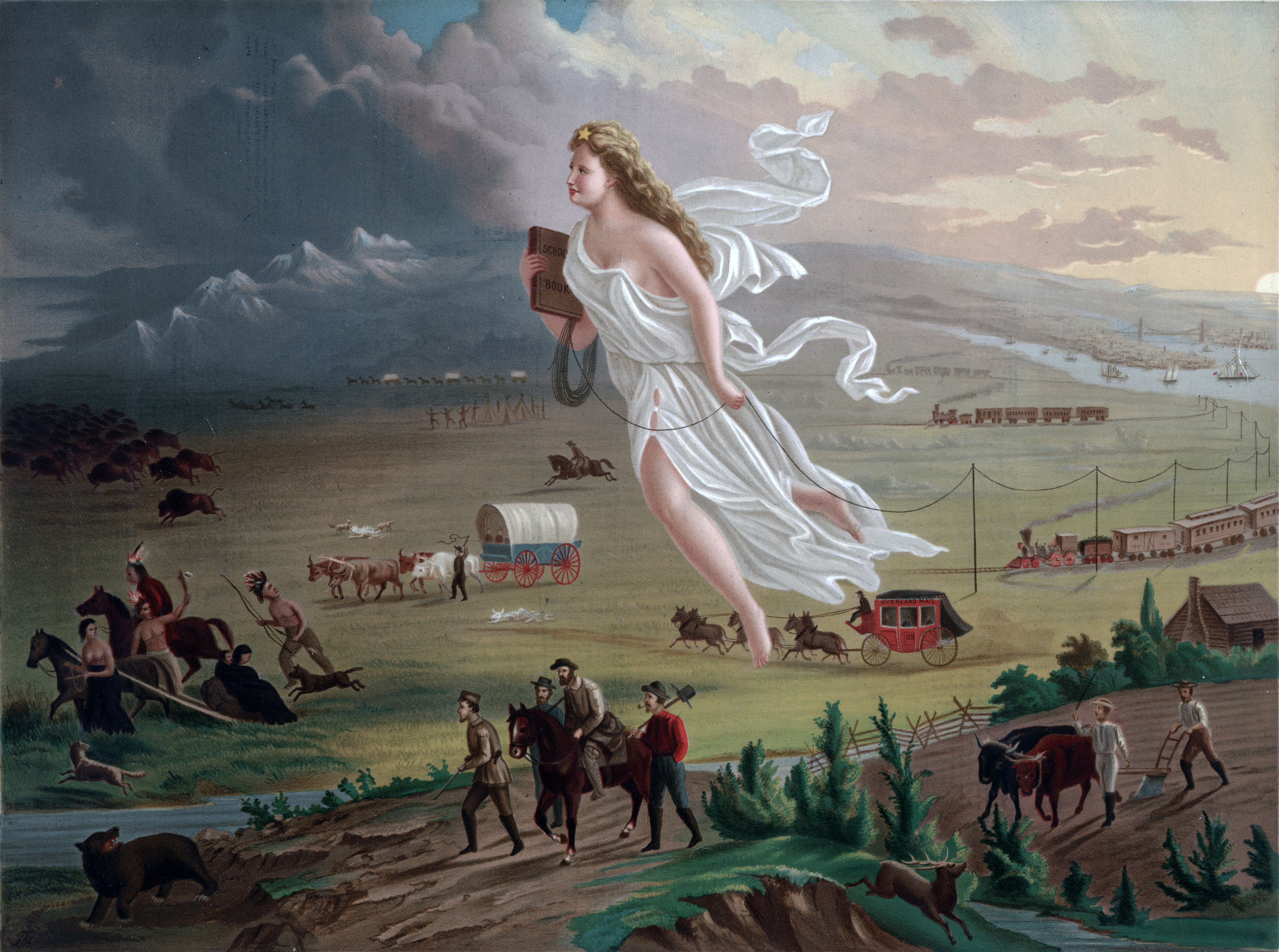
John Gast American Progress (1872) című műve az új nyugat modernizációjának allegorikus ábrázolása. Columbia, az Amerikai Egyesült Államok megszemélyesítője látható, amint az amerikai telepesekkel együtt nyugat felé vezeti a civilizációt. Látható, amint fényt visz keletről nyugatra, telegráfdrótot fűz fel, kezében tankönyvvel, és kiemeli a gazdasági tevékenység különböző szakaszait és a közlekedés fejlődő formáit. A bal oldalon az amerikai őslakosokat őshazájukból elűzik.

A „Manifest destiny” (magyarul: nyilvánvaló végzet) kifejezés a 19. századi Amerikai Egyesült Államokban azt a hitet képviselte, hogy az amerikai telepeseknek az a rendeltetésük, hogy Észak-Amerika nyugati irányába terjeszkedjenek, és hogy ez a hit egyszerre nyilvánvaló és biztos („végzet”). A hiedelem az amerikai kivételességben és a romantikus nacionalizmusban gyökerezett, és a republikánus kormányzási forma elkerülhetetlen elterjedését feltételezte, ez volt az Amerikai Egyesült Államokban az amerikai imperializmus egyik legkorábbi kifejeződése.
William Earl Weeks történész szerint a koncepció mögött három alaptétel állt:
- Az Egyesült Államok egyedülálló erkölcsi erényének feltételezése.
- Annak a küldetésnek az állítása, hogy a republikánus kormányzás és általánosabban az „amerikai életmód” elterjesztésével megváltja a világot.
- A nemzet isteni rendeltetésébe vetett hit, hogy sikerrel járjon ebben a küldetésben.

A nyilvánvaló végzet erősen megosztó maradt a politikában, állandó konfliktust okozva a rabszolgasággal kapcsolatban ezekben az új államokban és területeken, valamint az amerikai őslakosok telepes-gyarmati kiszorításával és az Egyesült Államok akkori határaitól nyugatra fekvő területek annektálásával is összefüggésbe hozható a kontinensen. A koncepció az 1844-es elnökválasztás során több fontos kampánytéma egyikévé vált, ahol a Demokrata Párt győzött, és egy éven belül a „nyilvánvaló végzet” kifejezés is megjelent. 1846-ban a demokraták az 1846-os oregoni határvita és 1845-ben Texas rabszolgaállamként való annexiójának indoklására használták, ami az 1846-os mexikói–amerikai háborúban tetőzött. Ezzel szemben a whigek és a prominens republikánusok nagy többsége (például Abraham Lincoln és Ulysses S. Grant) elutasította a koncepciót, és kampányolt ezek ellen az akciók ellen. 1843-ra John Quincy Adams korábbi amerikai elnök, aki eredetileg a nyilvánvaló végzet alapjául szolgáló koncepció egyik fő támogatója volt, meggondolta magát, és elutasította az expanzionizmust, mivel az a rabszolgaság texasi kiterjesztését jelentette. Ulysses S. Grant szolgált a mexikói-amerikai háborúban, és elítélte azt, kijelentve, hogy „az egyik legigazságtalanabb háború volt, amelyet valaha is vívott egy erősebb egy gyengébb nemzet ellen.” Daniel Walker Howe történész összefoglalja, hogy „az amerikai imperializmus nem képviselt amerikai konszenzust; keserű nézeteltérést váltott ki a nemzeti politeológián belül”.

## Magyar nyelvre fordítás
A kifejezésnek nincs elfogadott magyar fordítása, többnyire az eredeti angol kifejezést használják a magyar művekben, kiegészítve egy magyar nyelvű fordítással vagy magyarázattal.
Néhány példa oszk.hu folyóiratai közül:
- nyilvánvaló elrendeltetés (Világtörténet, Hahner Péter)
- sorsszerű küldetés (Aetas, Frank Tibor)
- nyilvánvaló rendeltetés (Aetas, Novák György)
- nyilvánvaló elrendelés (Aetas, Vida István Kornél)
- vitathatatlan rendeltetés (Eszmélet, Csala Károly)
- isteni küldetés (Rubicon, Glant Tibor)
- elkerülhetetlen sors (Aetas, Rácz Margit)
- kinyilatkoztatott sors (Korunk, Székely Melinda)
- kikerülhetetlen végzet (Magyar Szemle, Jeszenszky Géza)
- önmagát megnyilvánító sors (Szépirodalmi Figyelő, Békés Márton)

Közös jellemző a cikkekben, hogy mindegyikben szerepel az angol elnevezés, a magyar elnevezés pedig a legtöbbször idézőjelben.

### További fordítások
- magától értetődő küldetéstudat (elte.hu, Fejes Eszter)
- sorstól rendelt elhivatottság (uni-miskolc.hu, Anderle Ádám)

A cikk további részében a nyilvánvaló végzet fordítás lesz használatban.

## Kontextus
A Nyilvánvaló végzetet soha nem határozták meg elvek; ez mindig is inkább egy általános elképzelés volt, mintsem egy konkrét, mottóval megfogalmazott politika. A Nyilvánvaló végzet nem pontosan meghatározott, de élesen átélt, az expanzió erkölcsösségébe és értékébe vetett meggyőződés kifejeződése volt, amely kiegészítette a korszak más népszerű eszméit, többek között az amerikai kivételességet és a romantikus nacionalizmust. Andrew Jackson, aki „a szabadság területének kiterjesztéséről” beszélt, tipizálta Amerika potenciális nagyságának, a nemzet bimbózó romantikus önazonosságtudatának és terjeszkedésének összeolvadását.
Mégsem Jackson volt az egyetlen elnök, aki a nyilvánvaló végzet alapjául szolgáló elveket kifejtette. Részben az indoklást felvázoló végleges narratíva hiánya miatt a támogatók eltérő vagy látszólag egymásnak ellentmondó álláspontokat kínáltak. Míg sok író elsősorban az amerikai terjeszkedésre összpontosított, legyen szó Mexikóba vagy a Csendes-óceánon átívelő terjeszkedésről, mások a kifejezést példamutatásra való felhívásnak tekintették. Egységes értelmezés, még kevésbé egy kidolgozott politikai filozófia nélkül Amerika sorsáról alkotott ellentmondásos nézetek soha nem oldódtak fel. A lehetséges értelmezések sokféleségét Ernest Lee Tuveson így foglalta össze: „A »nyilvánvaló végzet« kifejezés alatt eszmék, politikák és cselekedetek hatalmas komplexuma értendő. Ezek, ahogyan azt elvárnánk, nem mind összeegyeztethetőek, és nem is egyetlen forrásból származnak."

## Etimológia
A legtöbb történész John O’Sullivan újságszerkesztőnek tulajdonítja a Nyilvánvaló végzet kifejezés 1845-ös kitalálását. Más történészek azonban azt sugallják, hogy az „Annexió” című aláírás nélküli vezércikket, amelyben először jelent meg, Jane Cazneau újságíró és az annexió szószólója írta.

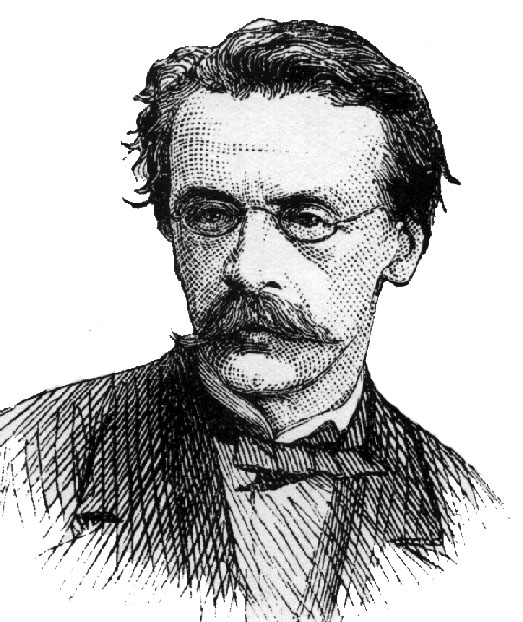
Az 1874-ben megrajzolt John L. O’Sullivan fiatalemberként befolyásos cikkíró volt, de ma már általában csak azért emlékeznek rá, mert a „Nyilvánvaló végzet” kifejezést használta Texas és Oregon annexiójának támogatására

O’Sullivan a jacksonista demokrácia befolyásos szószólója volt, akit Julian Hawthorne úgy jellemzett, mint aki „mindig tele van nagy és világot átfogó tervekkel”. 1839-ben O’Sullivan írt egy cikket, amelyben - bár nem használta a „nyilvánvaló végzet” kifejezést - „isteni végzetet” jósolt az Egyesült Államok számára, amely olyan értékeken alapul, mint az egyenlőség, a lelkiismereti jogok és a személyes jogosítványok, „hogy a földön megalapozza az ember erkölcsi méltóságát és üdvösségét”. Ez a sors nem volt kifejezetten területi, de O’Sullivan azt jósolta, hogy az Egyesült Államok egyike lesz a „sok köztársaság uniójának”, amely osztozik ezekben az értékekben.
Hat évvel később, 1845-ben O’Sullivan írt egy másik esszét „Annexion” címmel a Democratic Review-ban, amelyben először használta a nyilvánvaló végzet kifejezést. Ebben a cikkben sürgette az Egyesült Államokat, hogy csatolják a Texasi Köztársaságot, nemcsak azért, mert Texas ezt kívánta, hanem mert „nyilvánvaló végzetünk, hogy a Gondviselés által kiosztott kontinenst az évente szaporodó millióink szabad fejlődésére terjesszük szét.” A demokraták a whigek ellenállását legyőzve 1845-ben csatolták Texast. O’Sullivan a „nyilvánvaló végzet” kifejezése első használata kevés figyelmet keltett.
O’Sullivan második használata a kifejezésnek rendkívül befolyásos lett. 1845. december 27-én a New York Morning News című újságjában O’Sullivan a Nagy-Britanniával folyó határvitával foglalkozott. O’Sullivan azzal érvelt, hogy az Egyesült Államoknak joga van „egész Oregonra” igényt tartani:
És ez a követelés a mi nyilvánvaló végzetünkből fakadó jogunkból fakad, hogy az egész kontinenst, amelyet a Gondviselés adott nekünk a ránk bízott szabadság és szövetségi önkormányzat nagyszerű kísérletének kibontakoztatására, átjárjuk és birtokba vegyük.
Vagyis O’Sullivan úgy vélte, hogy a Gondviselés az Egyesült Államoknak a köztársasági demokrácia („a szabadság nagy kísérlete”) elterjesztését adta feladatul. Mivel a brit kormány nem fogja terjeszteni a demokráciát, gondolta O’Sullivan, a területre vonatkozó brit igényeket felül kell bírálni. O’Sullivan úgy vélte, hogy a nyilvánvaló végzet olyan erkölcsi eszmény (egy „magasabb törvény”), amely felülírja az egyéb megfontolásokat.
O’Sullivan eredeti felfogása a nyilvánvaló végzetről nem az erőszakos területi terjeszkedésre való felhívás volt. Úgy vélte, hogy az Egyesült Államok terjeszkedése az amerikai kormány irányítása vagy a hadsereg bevonása nélkül fog megtörténni. Miután az amerikaiak új régiókba vándoroltak, új, demokratikus kormányokat hoztak volna létre, majd kérvényezték volna felvételüket az Egyesült Államokba, ahogy Texas is tette. O’Sullivan 1845-ben azt jósolta, hogy Kalifornia követi majd ezt a mintát, és hogy végül még Kanada is kérni fogja az annexiót. Az 1846-os mexikói-amerikai háborút kritikusan szemlélte, bár arra a meggyőződésre jutott, hogy a háború kimenetele mindkét ország számára előnyös lesz.
Ironikus módon O’Sullivan kifejezése csak azután vált népszerűvé, hogy a Polk-kormányzat whig ellenfelei bírálták. A whigek elítélték a nyilvánvaló végzetet, azzal érvelve, hogy „az e kormány által végrehajtandó hódítási tervek tervezői és támogatói árulást követnek el alkotmányunk és jognyilatkozatunk ellen, segítséget és vigaszt nyújtanak a republikanizmus ellenségeinek, mivel a hódítás jogának doktrínáját támogatják és hirdetik”. 1846. január 3-án Robert Winthrop képviselő nevetségessé tette a koncepciót a Kongresszusban, mondván: „Feltételezem, hogy a nyilvánvaló végzet elterjedésének jogát nem fogják elismerni egyetlen nemzetnél sem, kivéve az egyetemes jenki nemzetet.” Winthrop volt az első a kritikusok hosszú sorában, akik azt állították, hogy a nyilvánvaló végzet hívei az „isteni gondviselésre” hivatkozva igazolják a sovinizmus és önérdek által motivált cselekedeteiket. E kritika ellenére az expanzió hívei felkarolták a kifejezést, amely olyan gyorsan elterjedt, hogy eredetét hamarosan elfelejtették.

### Brazíliai Amazonas
A fogalmat és a kifejezést a tudósok is használják az Amazonasba - a nyugatra - való nyomulás megvitatásakor Brazíliában. J. P. Dickenson szerint: „Ebben a brazil geopolitikai írásban implicit módon egy nyilvánvaló végzet azonosítható....Brazília »Marcha para oeste« ugyanolyan legitim, mint Amerika nyilvánvaló végzete.”

## Témák és hatások

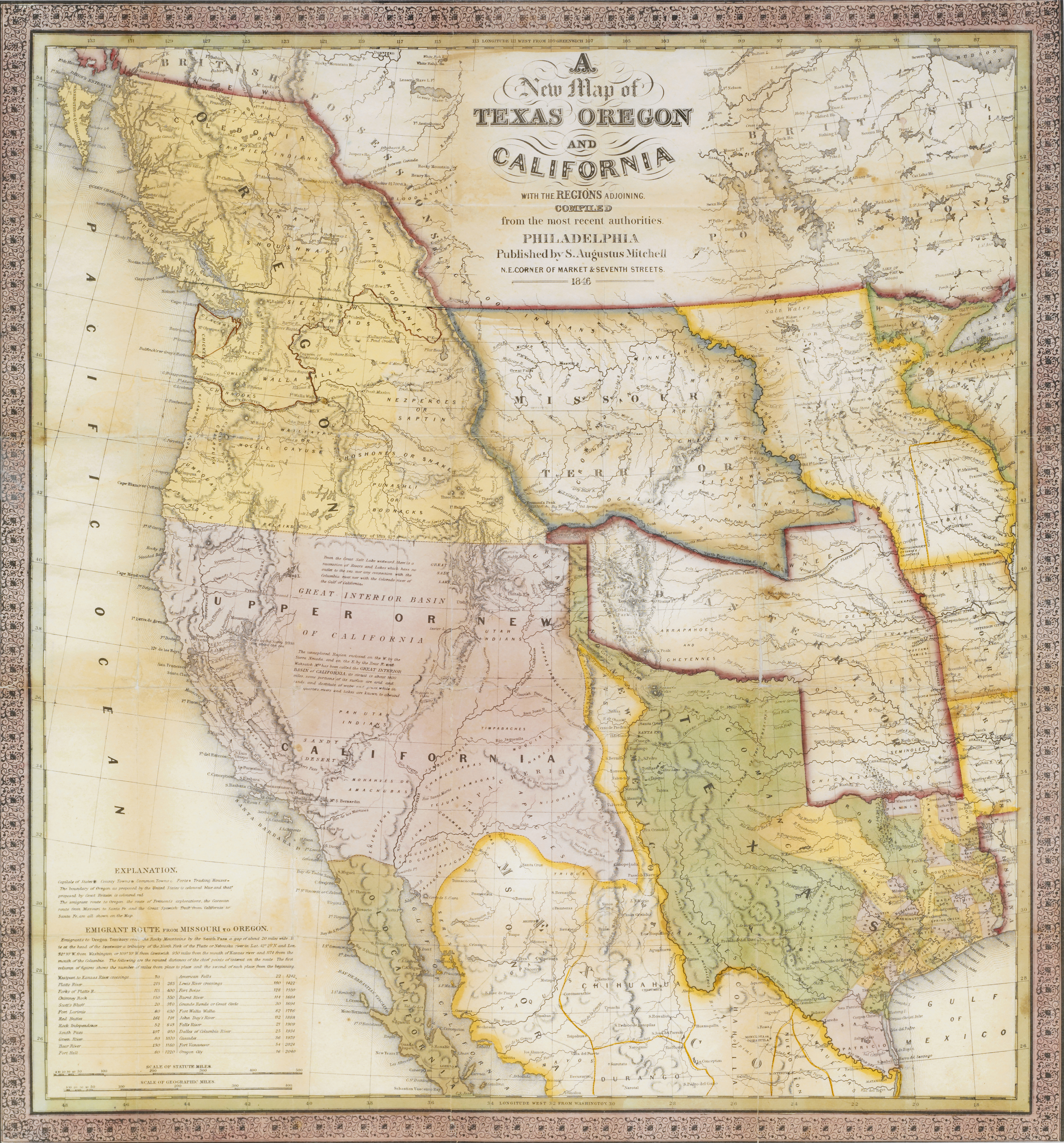
Texas, Oregon és Kalifornia új térképe, Samuel Augustus Mitchell, 1846

Frederick Merk történész 1963-ban azt írta, hogy a nyilvánvaló végzet koncepciója abból a „küldetéstudatból született, hogy a régi világot magasrendű példamutatással váltsák meg... amelyet az új föld lehetőségei generáltak egy új mennyország építésére”. Merk azt is megállapítja, hogy a nyilvánvaló végzet a nemzeten belül erősen vitatott fogalom volt:
Kezdettől fogva a nyilvánvaló végzet - programjában, kontinentális értelmében - csekély támogatottságot élvezett. Nem volt nagyságrendjéhez mérten nemzeti, szekcióbeli vagy pártbeli követése. Ennek oka az volt, hogy nem tükrözte a nemzeti szellemet. A sok történeti írásban fellelhető tézis, miszerint megtestesítette a nacionalizmust, kevés valódi bizonyítékkal van alátámasztva.
Egy lehetséges hatás a faji túlsúly, nevezetesen az az elképzelés, hogy az amerikai angolszász faj „különálló, eredendően felsőbbrendű” és „arra hivatott, hogy jó kormányzást, kereskedelmi jólétet és kereszténységet hozzon az amerikai kontinensre és a világra”. Reginald Horsman szerző 1981-ben azt írta, hogy ez a nézet azt is vallotta, hogy „az alsóbbrendű fajok alárendelt státuszra vagy kihalásra vannak ítélve”, és hogy ezt arra használták, hogy igazolják „a feketék rabszolgasorba taszítását és az indiánok kiűzését és esetleges kiirtását”.
Az első, később amerikai kivételességként ismert téma eredetét gyakran Amerika puritán örökségére vezették vissza, különösen John Winthrop 1630-as híres „City upon a Hill” című prédikációjára, amelyben egy olyan erényes közösség létrehozására szólított fel, amely ragyogó példaként szolgálna az Óvilág számára. 1776-ban Thomas Paine nagy hatású pamfletjében, a Józan ész címűben visszhangozta ezt az elképzelést, azzal érvelve, hogy az amerikai forradalom lehetőséget adott egy új, jobb társadalom létrehozására:
A mi hatalmunkban áll, hogy újrakezdjük a világot. A mostanihoz hasonló helyzetre Noé napjai óta nem volt példa egészen mostanáig. Egy új világ születésnapja közeleg...
Sok amerikai egyetértett Paine-nel, és arra a meggyőződésre jutott, hogy az Egyesült Államok erénye a szabadság és a demokrácia különleges kísérletének eredménye. Thomas Jefferson James Monroe-nak írt levelében azt írta: „lehetetlen nem várni a távoli időkre, amikor gyors szaporodásunk túl fog terjeszkedni ezeken a határokon, és az egész északi, ha nem is a déli kontinenst be fogja fedni.” Az amerikaiak számára a következő évtizedekben az emberiség számára meghirdetett szabadságukat, amelyet a Függetlenségi Nyilatkozatban testesítettek meg, csak úgy lehetett leírni, mint „egy új időskála” megnyitását, mert a világ visszatekintett és a Függetlenségi Nyilatkozat előtt és után lezajlott eseményekként határozta meg a történelmet. Ebből következett, hogy az amerikaiak kötelességgel tartoztak a világnak, hogy kiterjesszék és megőrizzék ezeket a hiteket.
A második téma eredete kevésbé pontos. Amerika küldetésének népszerű kifejezését Abraham Lincoln elnök 1862. december 1-jei, a kongresszushoz intézett üzenetében megfogalmazott leírása dolgozta ki. Az Egyesült Államokat „a Föld utolsó, legjobb reménységének” nevezte. Az Egyesült Államok „küldetését” Lincoln gettysburgi beszéde során tovább részletezte, amelyben az amerikai polgárháborút úgy értelmezte, mint egy olyan küzdelmet, amely azt hivatott eldönteni, hogy bármely demokratikus eszméket valló nemzet fennmaradhat-e. Robert Johannsen történész ezt nevezte „Amerika nyilvánvaló végzetének és küldetésének legmaradandóbb nyilatkozatának”.
A harmadik téma annak a hitnek a természetes eredőjének tekinthető, hogy Isten közvetlen befolyással volt az Egyesült Államok megalapítására és további tetteire. Clinton Rossiter politológus és történész úgy írta le ezt a nézetet, hogy összefoglalva „Isten a történelem menetének megfelelő szakaszában a régi és kiváltságokkal sújtott nemzetek közül előhívott bizonyos szívós lelkeket ... és hogy kegyelmének megadásával egyúttal sajátos felelősséget is ruházott rá”. Az amerikaiak feltételezték, hogy nemcsak az észak-amerikai kontinens fenntartására lettek isteni kiválasztva, hanem arra is, hogy „a Bill of Rights-ban megfogalmazott alapelveket külföldön is terjesszék.” Ez sok esetben azt jelentette, hogy a szomszédos gyarmati birtokokat és országokat inkább akadályoknak tekintették, mint annak a sorsnak, amelyet Isten az Egyesült Államoknak szánt.
Faragher 1997-es elemzése a Demokrata Párt és a Whig Párt közötti politikai polarizációról szól:
A demokraták többsége teljes szívvel támogatta a terjeszkedést, míg sok whig (különösen északon) ellenezte azt. A whigek üdvözölték az iparosodás okozta változások nagy részét, de olyan erős kormányzati politikát támogattak, amely az ország meglévő határain belül irányítja a növekedést és a fejlődést; attól tartottak (helyesen), hogy a terjeszkedés felvet egy vitás kérdést, a rabszolgaság kiterjesztését a területekre. Másrészt sok demokrata félt az iparosodástól, amit a whigek üdvözöltek... Sok demokrata számára a válasz a nemzet társadalmi bajaira az volt, hogy továbbra is Thomas Jefferson vízióját kövessék, hogy az iparosodás ellensúlyozására az új területeken mezőgazdaságot hozzanak létre.
Két indián író a közelmúltban megpróbálta összekapcsolni a nyilvánvaló végzet néhány témáját a keresztény felfedezések tanának 15. századi dekrétumának eredeti ideológiájával. Nick Estes (aki lakota) a 15. századi katolikus tanítást a keresztények és a nem keresztények megkülönböztetéséről az európai nemzetek terjeszkedésével kapcsolja össze. Estes és Tonya Gonnella Frichner nemzetközi jogász (az Onondaga Nemzetségből) továbbá összekapcsolja a felfedezés tanát a Johnson kontra McIntosh üggyel, és a nyilvánvaló végzet és a Keresztény Felfedezés Tanának összefüggéseiről szóló érveiket John Marshall főbírónak az ügy során tett kijelentésével keretezi, amikor „kibökte az Egyesült Államoknak az őslakosok földjeihez való jogait”, és kijelentéséhez a Keresztény Felfedezés Tanára támaszkodott. Marshall úgy döntött, hogy „az őslakos népek »foglalási« jogokkal rendelkeznek, ami azt jelenti, hogy földjeiket a »felfedező hatalmak« elvehetik.” Frichner kifejti, hogy „Az újonnan megalakult Egyesült Államoknak szüksége volt egy olyan indián politikai identitás és indián föld fogalmának előállítására, amely megnyitja az utat az egyesült államok és a nyugati gyarmati terjeszkedés előtt.” Ily módon a nyilvánvaló végzetet az amerikai kontinens eredeti európai gyarmatosítása ihlette, és ez mentegeti az amerikai erőszakot az őslakos nemzetek ellen."
Dorceta Taylor történész szerint: „A kisebbségek általában nem felfedezőként vagy környezetvédelmi aktivistaként szerepelnek a krónikákban, pedig a történelmi feljegyzések azt mutatják, hogy részt vettek az expedíciókban, a határvidéken laktak és dolgoztak, városokat alapítottak, pedagógusok és vállalkozók voltak. Röviden, a színesbőrűek nagyon fontos szereplői voltak a nyugati terjeszkedésnek."
A Kínával és más ázsiai országokkal való kereskedelem iránti vágy volt az expanziós törekvések másik alapja: az amerikaiak úgy tekintettek az Ázsiával való nyugati kapcsolatfelvétel kilátásaira, mint az Ázsiába vezető új útvonalak megtalálásának régóta dédelgetett nyugati reményeinek beteljesülésére, és úgy látták, hogy a Csendes-óceán kevésbé zabolátlan és az óvilági konfliktusok által uralt terület, mint az Atlanti-óceán, ezért sokkal hívogatóbb terület az új nemzet számára, ahol kiterjesztheti befolyását.

## Alternatív értelmezések
Az 1803-as Louisiana megvásárlásával, amely megduplázta az Egyesült Államok területét, Thomas Jefferson megteremtette a terepet az Egyesült Államok kontinentális terjeszkedéséhez. Sokan kezdték ezt egy új gondviselési küldetés kezdetének tekinteni: Ha az Egyesült Államok „ragyogó városként a dombon” sikeres lesz, akkor más országokban az emberek arra fognak törekedni, hogy saját demokratikus köztársaságokat hozzanak létre.
Nem minden amerikai vagy politikai vezetőjük hitte, hogy az Egyesült Államok isteni kegyelemben részesített nemzet, vagy úgy gondolta, hogy terjeszkednie kellene. Sok whig például ellenezte a területi terjeszkedést arra a demokrata állításra alapozva, hogy az Egyesült Államok arra hivatott, hogy erényes példaként szolgáljon a világ többi része számára, és isteni kötelessége is volt, hogy az egész észak-amerikai kontinensen elterjessze a maga felettes politikai rendszerét és életmódját. A Whig-pártban sokan „féltek a túlságosan széles körű terjeszkedéstől”, és „ragaszkodtak a nemzeti hatalom korlátozott területre való összpontosításához”. 1848 júliusában Alexander Stephens „hazugságként” ítélte el Polk elnöknek Amerika jövőjéről alkotott expanziós értelmezését. 1848-ban a Whig-pártban „a nemzeti hatalomnak egy korlátozott területre való összpontosítása” volt a cél.
Ulysses S. Grant szolgált a Mexikó elleni háborúban, és később ezt írta:
A mai napig az egyik legigazságtalanabb háborúnak tartom a háborút [Mexikó ellen], amelyet valaha is vívott egy erősebb egy gyengébb nemzet ellen. Ez egy olyan eset volt, amikor egy köztársaság az európai monarchiák rossz példáját követte, amikor nem vették figyelembe az igazságosságot, amikor további területeket akartak megszerezni.
A 19. század közepén az expanziós törekvések, különösen a Kuba felé irányuló déli terjeszkedés a rabszolgaság eltörlésére törekvő amerikaiak ellenállásába is ütközött. Ahogy a következő évtizedekben egyre több területet csatoltak az Egyesült Államokhoz, a déliek szemében a „szabadság területének kiterjesztése” a rabszolgaság intézményének kiterjesztését is jelentette. Ezért vált a rabszolgaság az Egyesült Államok kontinentális terjeszkedésének egyik központi kérdésévé a polgárháború előtt.
A polgárháború előtt és alatt mindkét fél azt állította, hogy Amerika sorsa jogosan az övék. Abraham Lincoln ellenezte a bevándorlóellenes nativizmust és a nyilvánvaló végzet imperializmusát, amelyek igazságtalanok és ésszerűtlenek. Ellenezte a mexikói háborút, és úgy vélte, hogy a hazafiság mindezek a rendezetlen formái veszélyeztetik a szabadság és az egyesülés elválaszthatatlan erkölcsi és testvéri kötelékeit, amelyeket a hazaszeretet bölcsességgel és kritikus önismerettel vezérelt hazaszeretetével igyekezett fenntartani. Lincoln 1852. június 6-i „Gyászbeszéd Henry Clayhez” című írása a legmeggyőzőbben fejezi ki reflektív hazafiságát.

## A kontinentális terjeszkedés kora

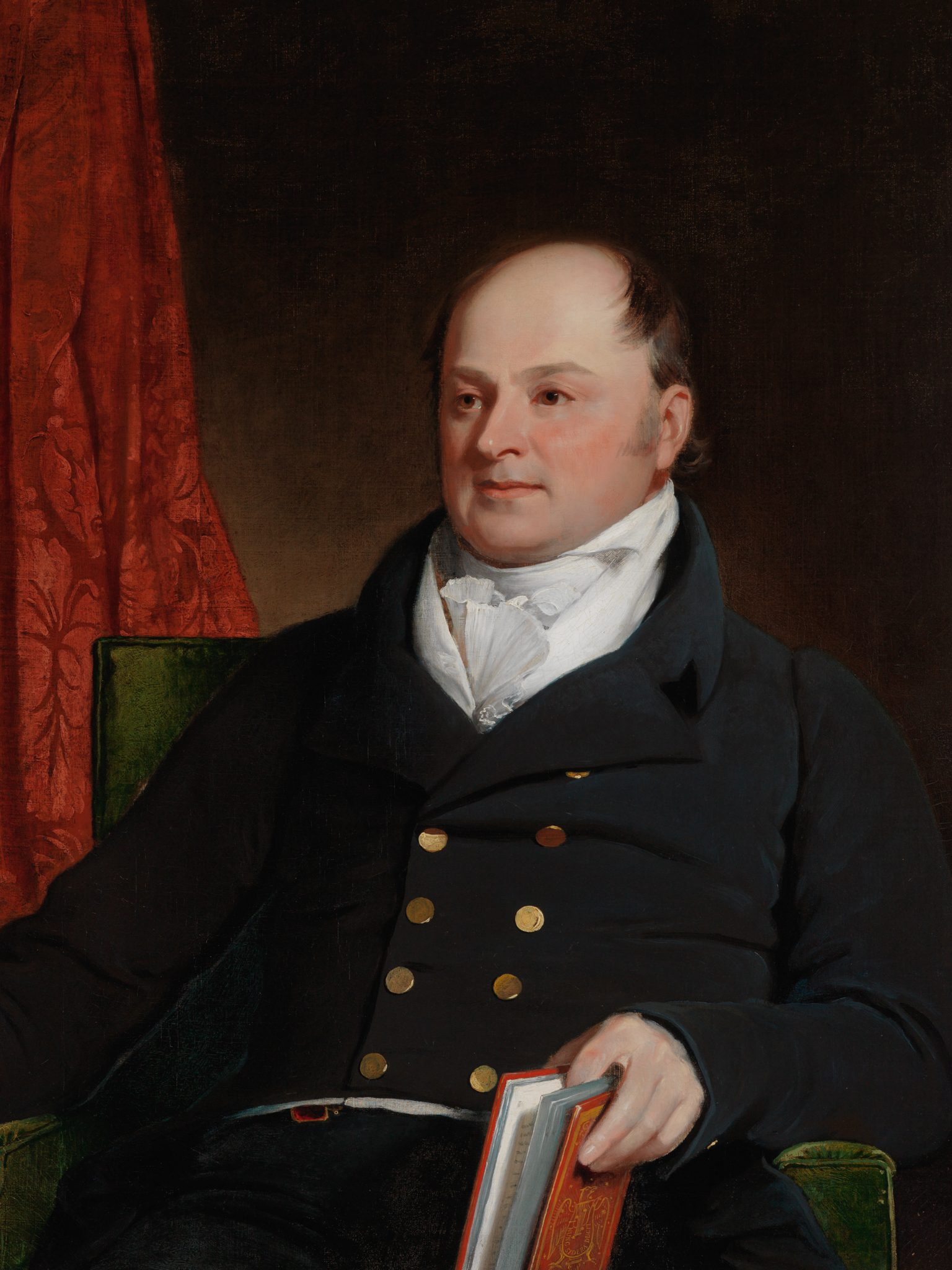
John Quincy Adams, akit Charles Robert Leslie festett meg 1816-ban, a kontinentális terjeszkedés egyik korai híve volt. Késői életében megbánta, hogy szerepet játszott az amerikai rabszolgaság terjeszkedésének elősegítésében, és Texas annexiójának egyik vezető ellenzője lett.

A „Nyilvánvaló végzet” kifejezést leggyakrabban az Egyesült Államok 1812 és 1867 közötti területi terjeszkedésével hozzák összefüggésbe. Ezt a korszakot, az 1812-es háborútól Alaszka 1867-es megszerzéséig tartó időszakot a „nyilvánvaló végzet korának” nevezik. Ebben az időszakban az Egyesült Államok a Csendes-óceánig terjeszkedett - „a tengertől a fényes tengerig” -, nagyrészt meghatározva az Egyesült Államok kontinentális határait, ahogyan azok ma is vannak.

### Az 1812-es háború
Az 1812-es háború egyik célja az volt, hogy Alsó-Kanada brit gyarmatának annektálásával fenyegetőzve alkudozási eszközként arra kényszerítsék a briteket, hogy felhagyjanak az Egyesült Államok északnyugati részén lévő erődítményeikkel és az ott élő különböző indián törzsek támogatásával. 1812-ben e túlzott optimizmus eredménye vereségek sorozata volt, részben azért, mert a reguláris csapatok helyett a rosszul képzett állami milíciákat használták széles körben. Az Erie-tónál és a Temzénél vívott csatában 1813-ban aratott amerikai győzelmek véget vetettek az indián portyázásoknak, és megszüntették az annexióval való fenyegetés fő okát. Az 1812-es háború befejezése érdekében John Quincy Adams, Henry Clay és Albert Gallatin (korábbi pénzügyminiszter és az indiánok vezető szakértője), valamint a többi amerikai diplomata 1814-ben tárgyalásokat folytatott Nagy-Britanniával a genti békeszerződésről. Elutasították azt a brit tervet, hogy a Nagy-tavaktól délre fekvő amerikai területen indiánállamot hozzanak létre. Kifejtették az indiánföldek megszerzésére vonatkozó amerikai politikát:

„Az Egyesült Államok, miközben soha nem szándékozik az indiánoktól földet szerezni másként, mint békés úton és szabad beleegyezésükkel, teljes mértékben el van határozva, hogy ily módon, fokozatosan és a növekvő népességük által megkívánt arányban, a természet állapotából visszaszerezze és művelés alá vonja az elismert határain belül található terület minden részét. Azzal, hogy így gondoskodnak a civilizált lények millióinak eltartásáról, nem sértik meg az igazságosság vagy az emberség egyetlen diktátumát sem; mert nemcsak hogy bőséges ellenértéket adnak az e területen szétszórtan élő néhány ezer vadembernek minden jogért, amelyről lemondhatnak, hanem mindig meghagyják nekik a birtokukban a földeket, amelyek nagyobbak, mint amennyit megművelhetnek, és amelyek a megművelés révén több mint elegendőek a megélhetésükhöz, kényelmükhöz és élvezetükhöz. Ha ez az aggrandizálás szelleme, akkor az alulírottak készek elismerni, hogy ilyen értelemben létezik; de tagadniuk kell, hogy ez a legcsekélyebb bizonyítékát is adná annak a szándéknak, hogy nem tartják tiszteletben a köztük és az európai nemzetek között húzódó határokat, vagy hogy Nagy-Britannia területére kívánnak behatolni... Nem fogják feltételezni, hogy ez a kormány az Egyesült Államokkal szembeni politikájának alapjaként olyan rendszert vallana, amely saját területén belül megállítja a természetes növekedést, hogy a vadak számára örökös sivatagot tartson fenn.”

A megdöbbent Henry Goulburn, az egyik genti brit tárgyaló fél megjegyezte, miután megértette az indiánok földjeinek elfoglalásával kapcsolatos amerikai álláspontot:

„Amíg ide nem jöttem, fogalmam sem volt arról a szilárd elhatározásról, amely minden amerikai szívében ott van az indiánok kiirtására és területük kisajátítására.”

### Kontinentalizmus
A 19. századi meggyőződés, hogy az Egyesült Államok végül egész Észak-Amerikát magába foglalja, „kontinentalizmus” néven vált ismertté.. John Quincy Adams ennek az elképzelésnek a korai támogatója volt, és az 1803-as louisiana megvásárlása és az 1840-es évek Polk-kormányzása között az amerikai terjeszkedés egyik vezető alakja lett. Adams 1811-ben írt apjának:
Az egész észak-amerikai kontinenst az isteni Gondviselés arra szánta, hogy egyetlen nemzet népesítse be, amely egy nyelvet beszél, a vallási és politikai elvek egy általános rendszerét vallja, és a társadalmi szokások és szokások egy általános irányzatához szokott hozzá. Mindannyiuk közös boldogsága, békéjük és jólétük érdekében elengedhetetlennek tartom, hogy egyetlen szövetségi unióban egyesüljenek.

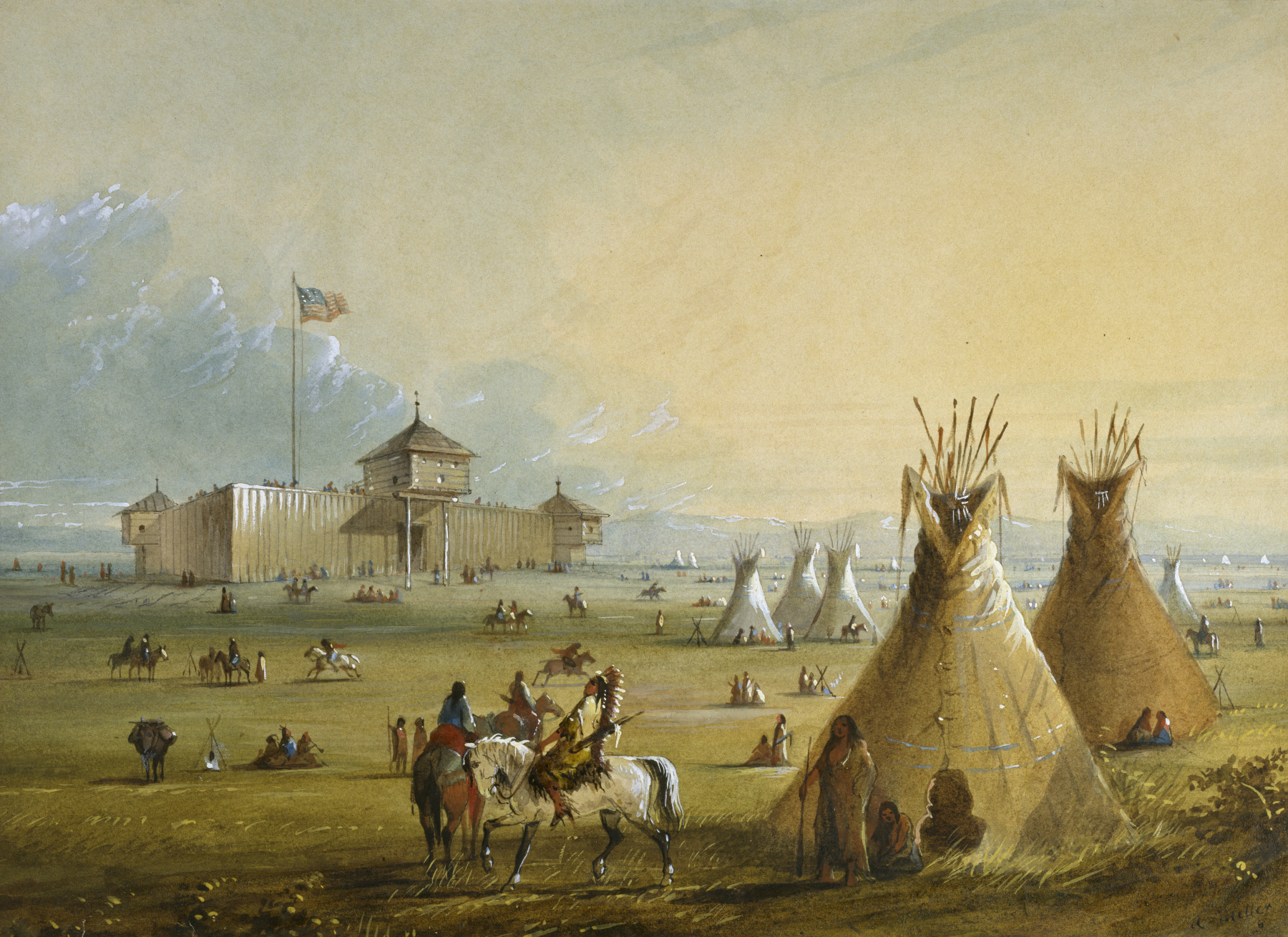
Az első Fort Laramie, ahogyan 1840 előtt kinézett. Alfred Jacob Miller emlékezetből készült festménye

Adams sokat tett ennek az elképzelésnek a megvalósításáért. Ő szervezte meg az 1818-as szerződést, amely a Sziklás-hegységig nyugatra kijelölte a határt Brit Észak-Amerika és az Amerikai Egyesült Államok között, és rendelkezett az amerikai történelemben Oregon Country néven, a brit és kanadai történelemben pedig Új-Kaledónia és Columbia körzet néven ismert terület közös megszállásáról. 1819-ben tárgyalásokat folytatott a transzkontinentális szerződésről, amely Floridát Spanyolországtól az Egyesült Államokhoz juttatta, és az Egyesült Államok határát a spanyol Mexikóval egészen a Csendes-óceánig meghosszabbította. És ő fogalmazta meg az 1823-as Monroe-doktrínát, amely figyelmeztette Európát, hogy a nyugati félteke többé nem áll nyitva az európai gyarmatosítás előtt.
A Monroe-doktrína és a „nyilvánvaló végzet” szorosan összefüggő elvi nexust alkotott: Walter McDougall történész a nyilvánvaló végzetet a Monroe-doktrína következményének nevezi, mert bár a Monroe-doktrína nem írta elő a terjeszkedést, a doktrína érvényesítéséhez szükség volt a terjeszkedésre. Az Egyesült Államokban az az aggodalom, hogy az európai hatalmak gyarmatokat vagy nagyobb befolyást akarnak szerezni Észak-Amerikában, a terjeszkedés követeléséhez vezetett, hogy ezt megakadályozzák. Albert Weinberg a Walter Hines Page Nemzetközi Kapcsolatok Iskolájával közösen készített, 1935-ben megjelent, nagy hatású tanulmányában a nyilvánvaló végzetről azt írta: „az [1830-as évek] expanzionizmusa védekező erőfeszítésként merült fel, hogy megelőzzék Európa észak-amerikai térhódítását”.

#### Transzkontinentális vasút
A Nyilvánvaló végzet fontos szerepet játszott az első transzkontinentális vasútvonal fejlesztésében. A transzkontinentális vasútrendszer gyakran szerepel a Nyilvánvaló végzet képekben, mint például John Gast festő American Progress című képen, ahol több mozdony is látható nyugatra haladva. Dina Gilio-Whitaker akadémikus szerint „a transzkontinentális vasútvonalak nemcsak lehetővé tették [az USA kontinens feletti ellenőrzését], hanem exponenciálisan fel is gyorsították azt.” Boyd Cothran történész szerint „a modern közlekedés fejlődése és a bőséges erőforrás-kitermelés az őslakosok földjeinek, [és] erőforrásainak kisajátítását eredményezte.”.

#### Minden Oregon
A Nyilvánvaló végzet az Egyesült Államok és Nagy-Britannia közötti oregoni határvita során játszotta a legfontosabb szerepet, ekkor született a „Nyilvánvaló végzet” kifejezés. Az 1818-as angol-amerikai egyezmény rendelkezett az Oregon-föld közös elfoglalásáról, és az 1840-es években amerikaiak ezrei vándoroltak oda az Oregon Trail-en keresztül. A britek elutasították John Tyler amerikai elnök (hivatalban 1841-1845 között) javaslatát, hogy a régiót a 49. szélességi kör mentén osszák fel, és ehelyett egy délebbre, a Columbia folyó mentén húzódó határvonalat javasoltak, amely a későbbi Washington állam nagy részét az észak-amerikai gyarmataik részévé tette volna. A Nyilvánvaló végzet hívei tiltakoztak, és az egész Oregon-ország annektálását követelték egészen az alaszkai határig (ÉSZ 54°40ʹ). Polk elnökjelölt ezt a népi felháborodást kihasználta, és a demokraták az 1844-es amerikai elnökválasztáson „egész Oregon” annektálására szólítottak fel.

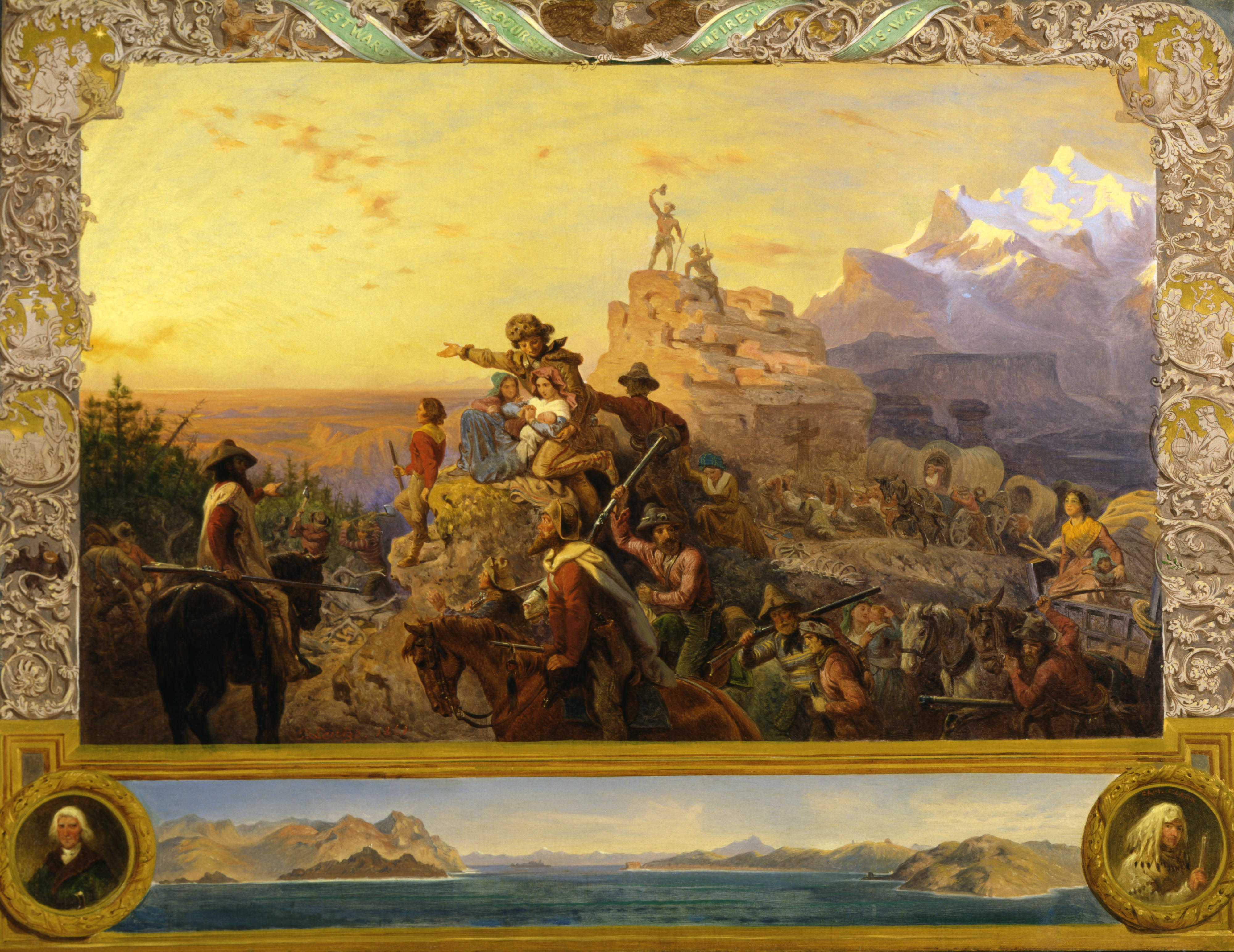
Az amerikai nyugati terjeszkedést Emanuel Leutze híres festménye, a Nyugat felé halad a birodalom útja (1861) idealizálja.

Elnökként Polk kompromisszumra törekedett, és megújította korábbi ajánlatát, hogy a területet a 49. szélességi kör mentén felezzék meg, a nyilvánvaló végzet leglelkesebb híveinek megdöbbenésére. Amikor a britek visszautasították az ajánlatot, az amerikai terjeszkedés hívei olyan jelszavakkal válaszoltak, mint az „Egész Oregon vagy semmi” és az „Ötvennégy negyven vagy harc”, utalva a terület északi határára (Ez utóbbi szlogent gyakran tévesen úgy írják le, mintha az 1844-es elnökválasztási kampány része lett volna). Amikor Polk a közös megszállási megállapodás felmondására lépett, a britek végül 1846 elején beleegyeztek, hogy a régiót a 49. szélességi kör mentén osszák fel, és a Columbia-medence alsó része az Egyesült Államok része maradjon. Az 1846-os oregoni szerződés formálisan rendezte a vitát; Polk kormányának sikerült eladnia a szerződést a Kongresszusnak, mert az Egyesült Államok éppen a mexikói-amerikai háborút kezdte, és az elnök és mások azzal érveltek, hogy ostobaság lenne a Brit Birodalom ellen is harcolni.
A korábbi „Minden Oregonért” kiáltás ellenére az oregoni szerződés népszerű volt az Egyesült Államokban, és a szenátus könnyedén ratifikálta. A nyilvánvaló végzet legbuzgóbb hívei nem érvényesültek az északi határ mentén, mert Reginald Stuart szerint „a nyilvánvaló végzet iránytűje nyugatra és délnyugatra mutatott, nem pedig északra, a »kontinentális« kifejezés használata ellenére”.
1869-ben Frances Fuller Victor amerikai történész a Manifest Destiny in the West című folyóiratban, az Overland Monthlyban publikálta a Manifest Destiny in the West című írását, amelyben azzal érvelt, hogy a korai amerikai szőrmekereskedők és misszionáriusok erőfeszítései előrevetítették Oregon amerikai ellenőrzését. A cikket a következőképpen zárta:

„ Az Egyesült Államok részéről mulasztás volt a Quadra és Vancouver szigetének feladása a határkérdés rendezésénél. Mégis, „ami lesz, az lesz”, ahogyan néhány realista mondja; és elkerülhetetlennek tekintjük korábbi területünk e festői és sziklás atomjának visszaállítását.”

### Mexikó és Texas

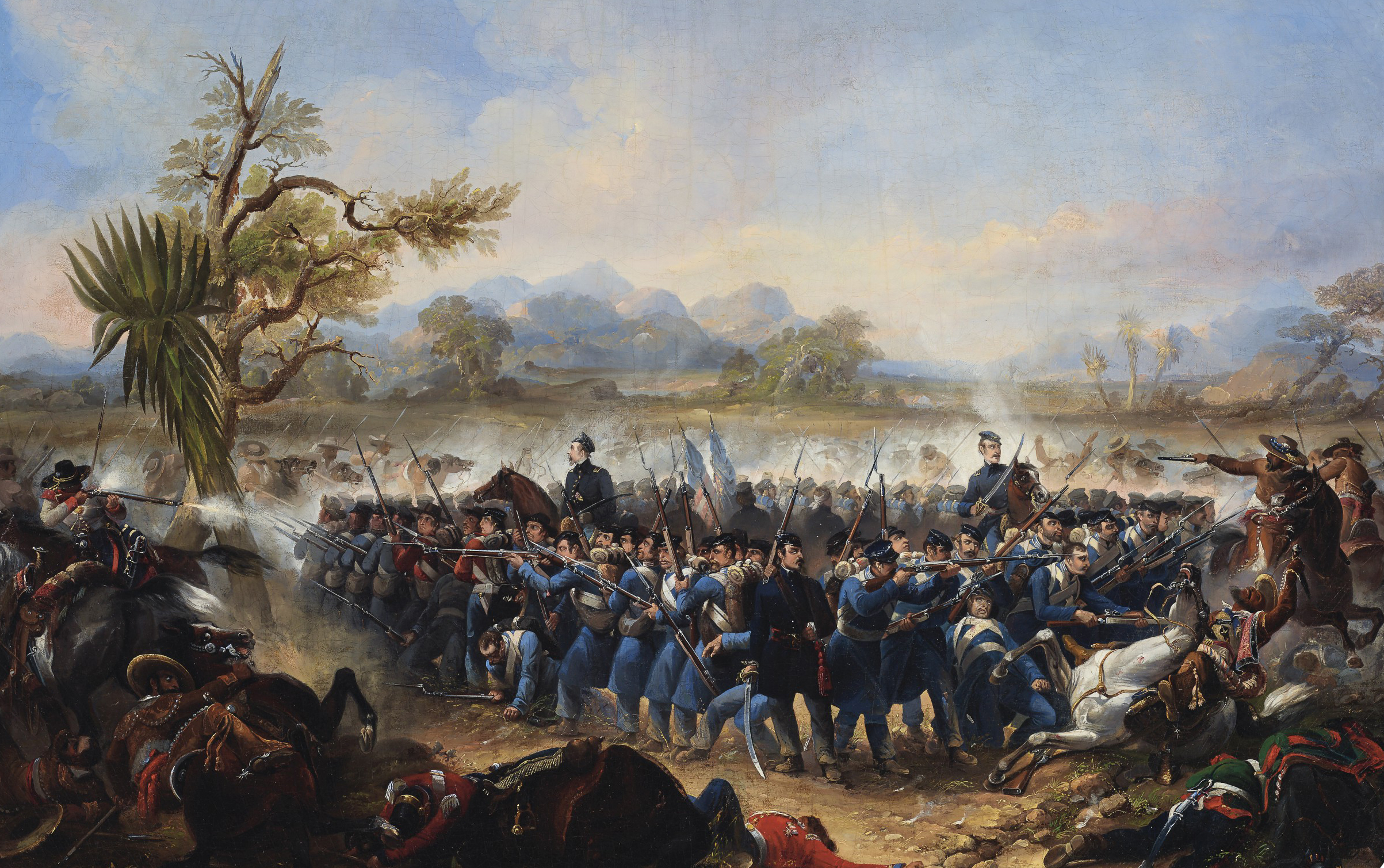
A Río San Gabriel-i csata a mexikói-amerikai háború (1846-1848) egyik döntő csatája volt, amely Kalifornia amerikai meghódításának része volt.

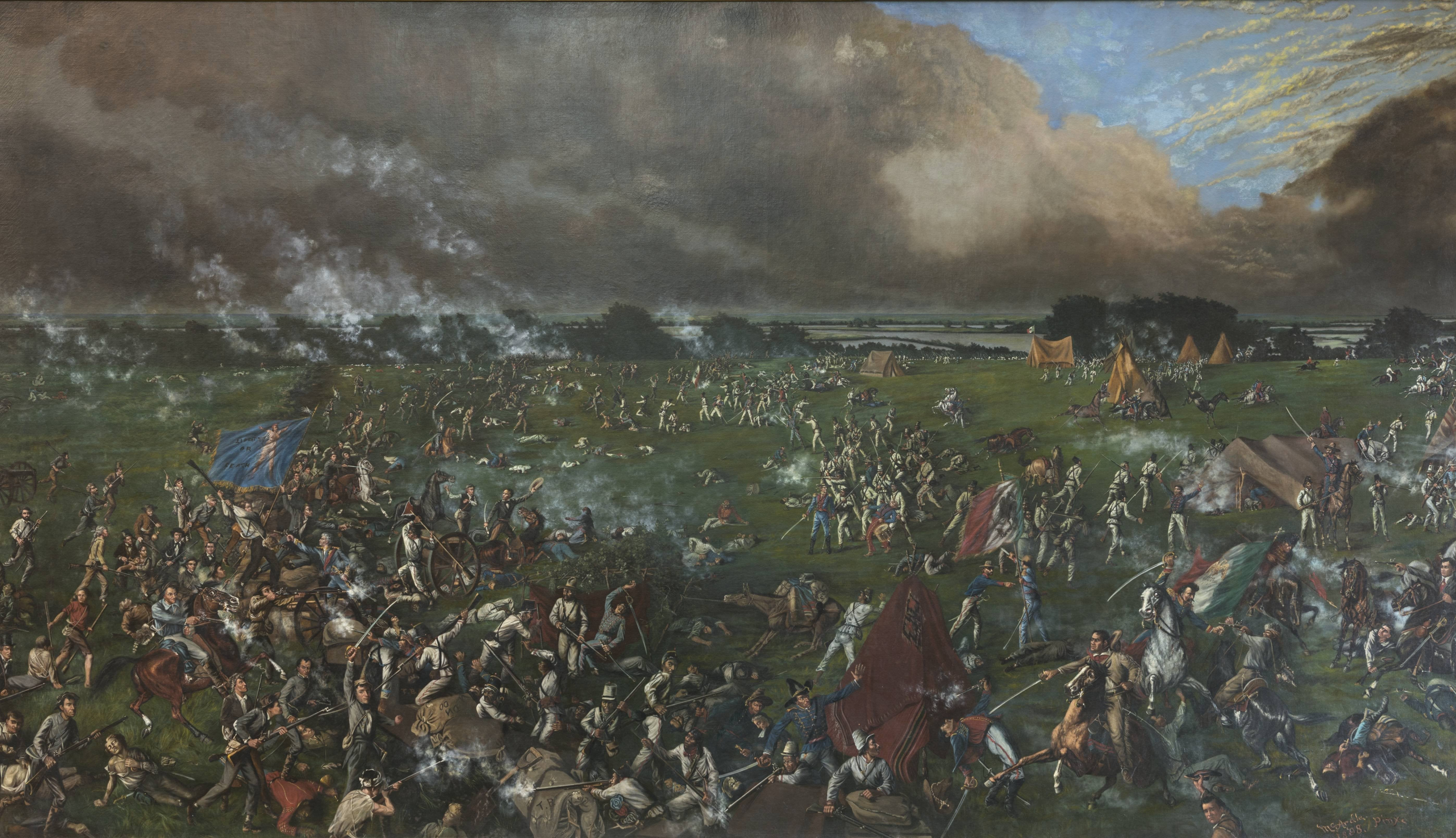
A San Jacinto-i csata a texasi forradalom (1835-1836) utolsó csatája volt, amely a texasi hadsereg döntő győzelmét hozta

A nyilvánvaló végzet fontos szerepet játszott Texas terjeszkedésében és az amerikaiak Mexikóval való kapcsolatában. 1836-ban a Texasi Köztársaság kikiáltotta függetlenségét Mexikótól, és a texasi forradalom után új államként igyekezett csatlakozni az Egyesült Államokhoz. Ez egy idealizált terjeszkedési folyamat volt, amelyet Jeffersontól O’Sullivanig szorgalmaztak: az újonnan demokratikus és független államok kérnék az Egyesült Államokhoz való csatlakozást, ahelyett, hogy az Egyesült Államok kiterjesztené a kormányát olyan népekre, akik nem akarták. Texas annektálását a rabszolgaság ellenes szószólók támadták, mert ezzel egy újabb rabszolga állammal bővült volna az Unió. Andrew Jackson és Martin Van Buren elnökök részben azért utasították el Texas ajánlatát, hogy csatlakozzon az Egyesült Államokhoz, mert a rabszolgaság kérdése azzal fenyegetett, hogy megosztja a Demokrata Pártot.
Az 1844-es választások előtt a whigek jelöltje, Henry Clay és a feltételezett demokrata jelölt, a korábbi elnök, Van Buren egyaránt kijelentette, hogy ellenzi Texas annexióját, mindketten azt remélték, hogy a kellemetlen téma nem válik kampánytémává. Ez váratlanul oda vezetett, hogy Van Burent a demokraták ejtették Polk javára, aki az annexiót támogatta. Polk a texasi annexió kérdését összekötötte az oregoni vitával, így egyfajta regionális kompromisszumot kötött a terjeszkedésről. Az északi expanziósok inkább Oregon elfoglalását támogatták, míg a déli expanziósok elsősorban Texas annexiójára összpontosítottak. Bár Polkot nagyon kis különbséggel választották meg, úgy járt el, mintha győzelme felhatalmazást jelentett volna a terjeszkedésre.

#### Egész Mexikó Mozgalom
Polk megválasztása után, de hivatalba lépése előtt a kongresszus jóváhagyta Texas annexióját. Polk Texas egy olyan részének elfoglalására lépett, amely 1836-ban kikiáltotta függetlenségét Mexikótól, de amelyre Mexikó még mindig igényt tartott. Ez előkészítette az utat a mexikói-amerikai háború kitöréséhez 1846. április 24-én. Az amerikaiak csatatéren elért sikereivel 1847 nyarára már „egész Mexikó” annektálását követelték, különösen a keleti demokraták körében, akik szerint Mexikó Unióba való bevonása a legjobb módja annak, hogy a jövőben békét biztosítsanak a térségben.
Ez két okból is ellentmondásos javaslat volt. Először is, a Nyilvánvaló végzet idealista hívei, mint O’Sullivan, mindig is azt vallották, hogy az Egyesült Államok törvényeit nem szabad az emberekre akaratuk ellenére rákényszeríteni. „Egész Mexikó” annektálása ennek az elvnek a megsértését jelentette volna. Másodszor pedig Mexikó annektálása azért volt ellentmondásos, mert az amerikai állampolgárság kiterjesztését jelentette volna több millió mexikóira, akik sötét bőrűek és többségükben katolikusok voltak. John C. Calhoun dél-karolinai szenátor, aki jóváhagyta Texas annexióját, faji okokból ellenezte Mexikó annexióját, valamint a nyilvánvaló végzet „missziós” aspektusát. 1848. január 4-én a kongresszusban tartott beszédében világossá tette ezeket a nézeteit:
Soha nem is álmodtunk arról, hogy a kaukázusi fajon - a szabad fehér fajon - kívül mást is felvegyünk az Unióba. Mexikó beolvasztása lenne a legelső példa arra, hogy egy indián fajt vegyünk be; mivel a mexikóiak több mint fele indián, a másik fele pedig főként vegyes törzsekből áll. Tiltakozom egy ilyen egyesülés ellen! A miénk, uram, egy fehér faj kormánya... Mi arra törekszünk, hogy mindenkire szabad kormányt kényszerítsünk; és látom, hogy azt szorgalmazták ... hogy ennek az országnak az a küldetése, hogy a polgári és vallási szabadságot az egész világon, és különösen ezen a kontinensen terjessze. Ez nagy tévedés.
Ez a vita a nyilvánvaló végzet egyik ellentmondását hozta felszínre: egyrészt, míg a nyilvánvaló végzetben rejlő identitárius eszmék azt sugallták, hogy a mexikóiak, mint nem fehérek, veszélyt jelentenek a fehér faji integritásra, és ezért nem alkalmasak arra, hogy amerikaiak legyenek, addig a nyilvánvaló végzet „missziós” összetevője azt sugallta, hogy a mexikóiakat az amerikai demokráciába való bevonásukkal javítani (vagy „regenerálni”, ahogy akkoriban nevezték) lehet. Az identitarizmust használták a nyilvánvaló végzet előmozdítására, de - mint Calhoun és az „Egész Mexikó” mozgalommal szembeni ellenállás esetében - az identitarizmust használták a nyilvánvaló végzet ellenzésére is. Ezzel szemben az „Egész Mexikó” annektálásának hívei azt rabszolgaságellenes intézkedésnek tekintették.

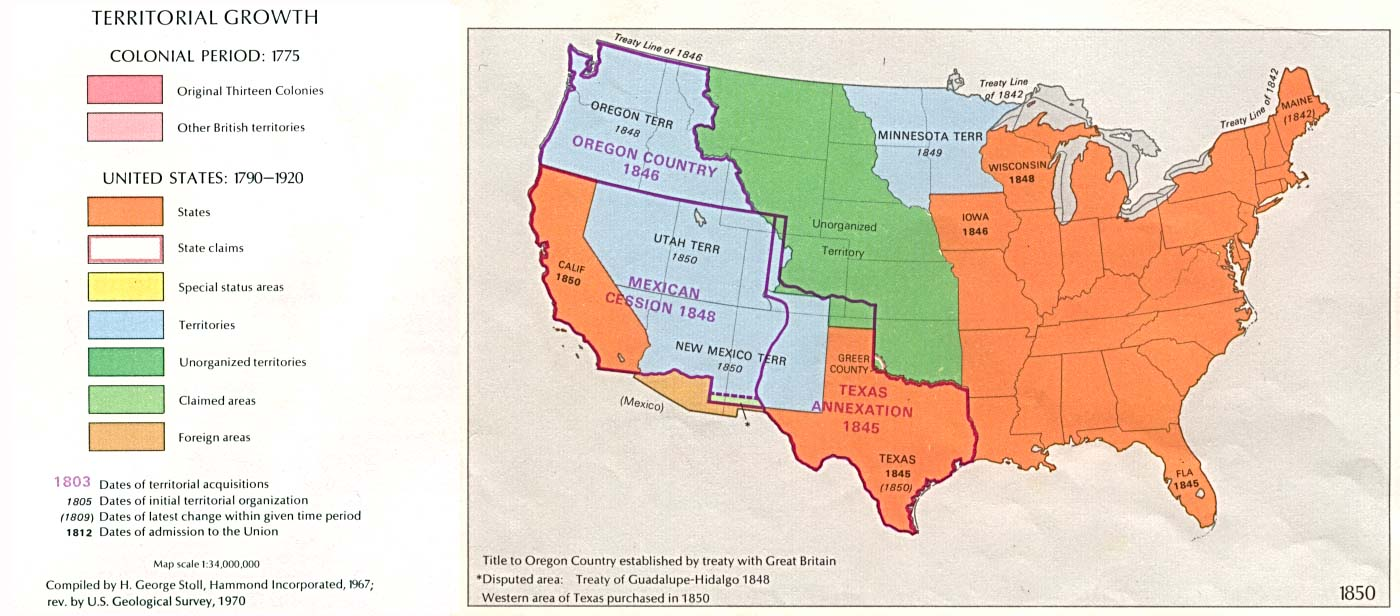
Növekedés 1840 és 1850 között

A vitának végül a mexikói engedmény vetett véget, amely Alta California és Nuevo México területeit csatolta az Egyesült Államokhoz, mindkettő ritkábban lakott, mint Mexikó többi része. A „Minden Oregon” mozgalomhoz hasonlóan a „Minden Mexikó” mozgalom is gyorsan lecsillapodott.
Frederick Merk történész, a Manifest Destiny and Mission in American History: A Reinterpretation (1963) című könyvében úgy érvelt, hogy a „Minden Oregon” és a „Minden Mexikó” mozgalom kudarca azt jelzi, hogy a nyilvánvaló végzet nem volt olyan népszerű, mint ahogyan azt a történészek hagyományosan ábrázolták. Merk azt írta, hogy míg a demokrácia jótékony küldetésébe vetett hit központi szerepet játszott az amerikai történelemben, az agresszív „kontinentálizmus” az amerikaiaknak csak egy kisebbsége által támogatott tévút volt, akik mind demokraták voltak. A demokraták egy része is ellenezte; a louisianai demokraták ellenezték Mexikó annexióját, míg a mississippi demokraták támogatták.
Ezek az események a mexikói-amerikai háborúhoz kapcsolódtak, és hatással voltak az akkoriban a Déli-síkságon élő amerikaiakra. David Beyreis esettanulmánya ezeket a hatásokat a Bent, St. Vrain and Company nevű szőrme- és indiánkereskedő vállalkozás működésén keresztül mutatja be a korszakban. E vállalat történetéből kiderül, hogy a nyilvánvaló végzet eszméjét nem minden amerikai szerette egyöntetűen, és nem mindig volt előnyös az amerikaiak számára. Az esettanulmány a továbbiakban azt mutatja be, hogy ez a vállalat a területi terjeszkedés nevében akár meg is szűnhetett volna.

### Filibusterizmus
Miután a mexikói-amerikai háború 1848-ban véget ért, a rabszolgaság kiterjesztésével kapcsolatos nézeteltérések miatt a további hódítás útján történő annexió túlságosan megosztóvá vált ahhoz, hogy a kormány hivatalos politikája legyen. Néhányan, mint például John Quitman, Mississippi kormányzója, felajánlották, amit csak tudtak, nyilvános támogatásukról biztosították. Egy emlékezetes esetben Quitman egyszerűen azzal magyarázta, hogy Mississippi állam „elvesztette” állami arzenálját, amely a filibusterek kezében kezdett felbukkanni. Ezek az elszigetelt esetek azonban csak megszilárdították az északi ellenállást, mivel sok északi egyre inkább ellenezte azt, amit a déli rabszolgatartók - és északi barátaik - törekvéseinek véltek, hogy a filibusterezéssel kiterjesszék a rabszolgaságot. Sarah P. Remond 1859. január 24-én az angliai Warringtonban szenvedélyes beszédet mondott, mely szerint a filibustering és a rabszolga hatalom közötti kapcsolat egyértelmű bizonyítéka „a korrupció tömegének, amely az amerikai kormányzat egész rendszere mögött húzódik.” A Wilmot Proviso és az azt követő folyamatos „rabszolga hatalom” elbeszélések jelezték, hogy a nyilvánvaló végzet milyen mértékben vált a szekciós vita részévé.
Hivatalos kormányzati támogatás nélkül a nyilvánvaló végzet legradikálisabb hívei egyre inkább a katonai filibusteringhez fordultak. A filibuster eredetileg a holland vrijbuiter szóból származott, és a nyugat-indiai kalózokra utalt, akik a spanyol kereskedelmet csapolták meg. Bár az 1830-as évek végén már volt néhány filibuster-expedíció Kanadában, a filibuster csak a század közepére vált végleges kifejezéssé. A New-York Daily Times szerint ekkorra „a filibusterizmus láza eluralkodott országunkon. A pulzusa úgy ver, mint egy kalapács a csuklójánál, és nagyon magas színű az arca." Millard Fillmore 1851 decemberében benyújtott második éves üzenete a kongresszushoz kétszer annyi teret szentelt az obstrukciós tevékenységnek, mint a kiéleződő szekciókonfliktusnak. A filibusterek buzgalmának és az őket támogató közvéleménynek nemzetközi színezete volt. Clay fia, aki Portugáliában volt diplomata, arról számolt be, hogy az invázió szenzációt keltett Lisszabonban.

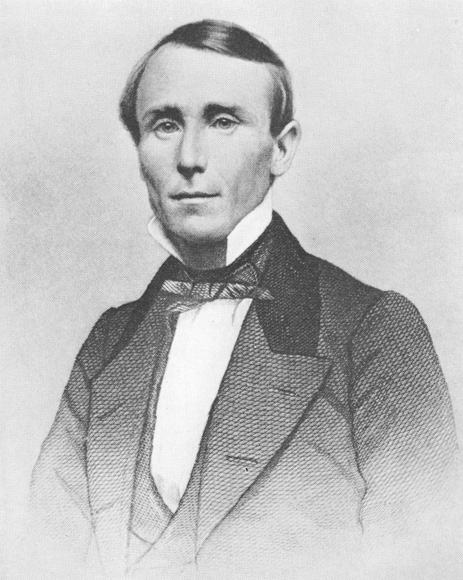
A filibuster William Walker, aki több expedíciót indított Mexikóba és Közép-Amerikába, Nicaraguában uralkodott, és a királyi haditengerészet elfogta, mielőtt a hondurasi kormány Hondurasban kivégezte volna.

Bár illegálisak voltak, az 1840-es évek végén és az 1850-es évek elején a filibusteri hadműveleteket az Egyesült Államokban romantikussá tették. A Demokrata Párt nemzeti programjában szerepelt egy olyan pont, amely kifejezetten támogatta William Walker nicaraguai filibusterezését. Gazdag amerikai expanzionisták expedíciók tucatjait finanszírozták, amelyek központja általában New Orleans, New York és San Francisco volt. A Nyilvánvaló végzet filibusters elsődleges célpontja Latin-Amerika volt, de elszigetelt incidensek máshol is előfordultak. Mexikó a filibusternek szentelt szervezetek, például az Aranykör Lovagjai kedvelt célpontja volt. William Walker filibusterként kezdte pályafutását egy meggondolatlan kísérletben, amely a mexikói Sonora és Baja California államok szétválasztására irányult. Narciso López, aki majdnem második volt a hírnév és a siker tekintetében, azzal töltötte erőfeszítéseit, hogy Kubát próbálta biztosítani a Spanyol Birodalomtól.
Az Egyesült Államok már régóta érdekelt volt abban, hogy megszerezze Kubát a hanyatló Spanyol Birodalomtól. Texashoz, Oregonhoz és Kaliforniához hasonlóan az amerikai döntéshozók attól tartottak, hogy Kuba brit kézbe kerül, ami a Monroe-elv gondolkodása szerint veszélyt jelentene az Egyesült Államok érdekeire. O’Sullivan ösztönzésére Polk elnök 1848-ban felajánlotta, hogy 100 millió dollárért megvásárolja Kubát Spanyolországtól. Polk attól tartott, hogy az obstrukció ártana a sziget megvásárlására irányuló erőfeszítéseinek, ezért tájékoztatta a spanyolokat a kubai obstrukciós López kísérletéről, hogy erőszakkal elfoglalja Kubát és az Egyesült Államokhoz csatolja, meghiúsítva ezzel a tervet. Spanyolország elutasította a sziget eladását, ami véget vetett Polk Kubára irányuló erőfeszítéseinek. O’Sullivan végül jogi problémákba keveredett.
A filibustering Polk után is komoly gondot jelentett az elnökök számára. A whig elnökök, Zachary Taylor és Millard Fillmore megpróbálták elfojtani az expedíciókat. Amikor 1852-ben Franklin Pierce megválasztásával a demokraták visszafoglalták a Fehér Házat, John A. Quitman Kuba megszerzésére irányuló filibusterezési törekvése megkapta az elnök óvatos támogatását. Pierce visszalépett, és helyette megújította a sziget megvásárlására tett ajánlatát, ezúttal 130 millió dollárért. Amikor 1854-ben a közvélemény tudomást szerzett az Oostendei Kiáltványról, amely szerint az Egyesült Államok erőszakkal is elfoglalhatja Kubát, ha Spanyolország megtagadja az eladást, ez gyakorlatilag véget vetett a sziget megszerzésére irányuló törekvéseknek. A közvélemény most már a terjeszkedést a rabszolgasággal kötötte össze; ha a nyilvánvaló végzet egykor széleskörű népszerűségnek örvendett is, ez már nem volt igaz.
A William Walkerhez hasonló filibuszosok az 1850-es évek végén is címlapokra kerültek, de kevés eredménnyel. Az expanziós törekvések szerepeltek a különböző kérdések között, amelyek szerepet játszottak a háború kitörésében. A rabszolgaság kiterjesztésének megosztó kérdésével az északiak és a déliek tulajdonképpen a nyilvánvaló végzet különböző módon történő meghatározásához érkeztek, aláásva a nacionalizmust mint egyesítő erőt. Frederick Merk szerint: „A nyilvánvaló végzet doktrínája, amely az 1840-es években az égiek által küldöttnek tűnt, idealizmusba csomagolt bombának bizonyult”.
A korszak filibusterizmusa még némi gúnyra is nyitott a címlapok között. Egy San Franciscó-i újság 1854-ben szatirikus verset közölt „Filibustering Ethics” címmel. Ebben a versben két szereplő, Robb kapitány és Cobb farmer szerepel. Robb kapitány igényt tart Cobb gazda földjére, azzal érvelve, hogy Robb megérdemli a földet, mert angolszász, olyan fegyverei vannak, amelyekkel „kifújhatja” Cobb agyát, és senki sem hallott Cobbról, tehát milyen jogon tart igényt Cobb a földre. Cobb azzal érvel, hogy Robbnak nincs szüksége a földjére, mert Robbnak már így is több földje van, mint amennyivel tud mit kezdeni. Az erőszakkal való fenyegetés miatt Cobb lemond a földjéről, és morgolódva távozik, hogy „a felvilágosult nemzetek között az erőnek kellene uralkodnia a jogon”.

### Homestead Acts
Az 1862. évi Homestead Acts 600 000 családot ösztönzött a nyugati letelepedésre azzal, hogy szinte ingyen adtak nekik földet (általában 160 holdat). A 123 év alatt 200 millió igényt nyújtottak be, és több mint 270 millió hektárt telepítettek le, ami az USA földterületének 10%-át tette ki. Öt évig kellett a földön élniük és azt fejleszteniük. Az amerikai polgárháború előtt a déli vezetők ellenezték a Homestead Act-et, mert attól tartottak, hogy az több szabad államhoz és szabad területhez vezetne. Miután a háború kezdetén a déli szenátorok és képviselők tömegesen lemondtak, a kongresszus később képes volt elfogadni a Homestead Act-et.
Egyes területeken a Homestead Act az őslakos közösségek közvetlen eltávolítását eredményezte. Roxanne Dunbar-Ortiz amerikai történész szerint az „öt civilizált törzs” mind az öt nemzete szerződést kötött a Konföderációval, és kezdetben támogatták őket abban a reményben, hogy megosztják és gyengítik az Egyesült Államokat, hogy a földjükön maradhassanak. Az Egyesült Államok hadserege, olyan kiemelkedő polgárháborús tábornokok vezetésével, mint William Tecumseh Sherman, Philip Sheridan és George Armstrong Custer, háborút vívott a „nem szerződéses indiánok” ellen, akik továbbra is az USA-nak szerződéssel már átengedett földeken éltek. A honfoglalók és más telepesek hamarosan követték őket, és birtokba vették a földeket farmok és bányászat céljából. Időnként a fehér telepesek az amerikai hadsereget megelőzve olyan földekre költöztek, amelyeket az Egyesült Államok még nem telepített le, ami konfliktust okozott a még ott élő bennszülöttekkel. Julius Wilm angol-amerikai történész szerint, bár az amerikai kormány nem helyeselte, hogy a telepesek a hadsereget megelőzve költözzenek, az indiánügyek tisztviselői úgy vélték, hogy „a határ menti fehéreknek a vitatott területek közelébe való költözése - legyenek azok telepesek vagy más törekvésekben érdekelt felek - szükségessé tette az őslakos népek eltávolítását.”.
Hannah Anderson történész szerint a Homestead Act a környezet romlásához is vezetett. Miközben a földek betelepítése és megművelése sikeres volt, a törvénynek nem sikerült megóvnia a földet. A felső talaj folyamatos szántása sebezhetővé tette a talajt az erózióval és a széllel szemben, valamint a tápanyagokat is kivette a talajból. Ez az erdőirtás és erózió kulcsszerepet játszott az 1930-as évekbeli Dust Bowlban. Az intenzív fakitermelés az erdők nagy részének csökkenését okozta, a vadászat pedig számos őshonos állatpopulációt károsított, köztük a bölényt, amelynek állománya néhány száz egyedre csökkent.

### Alaszka megszerzése

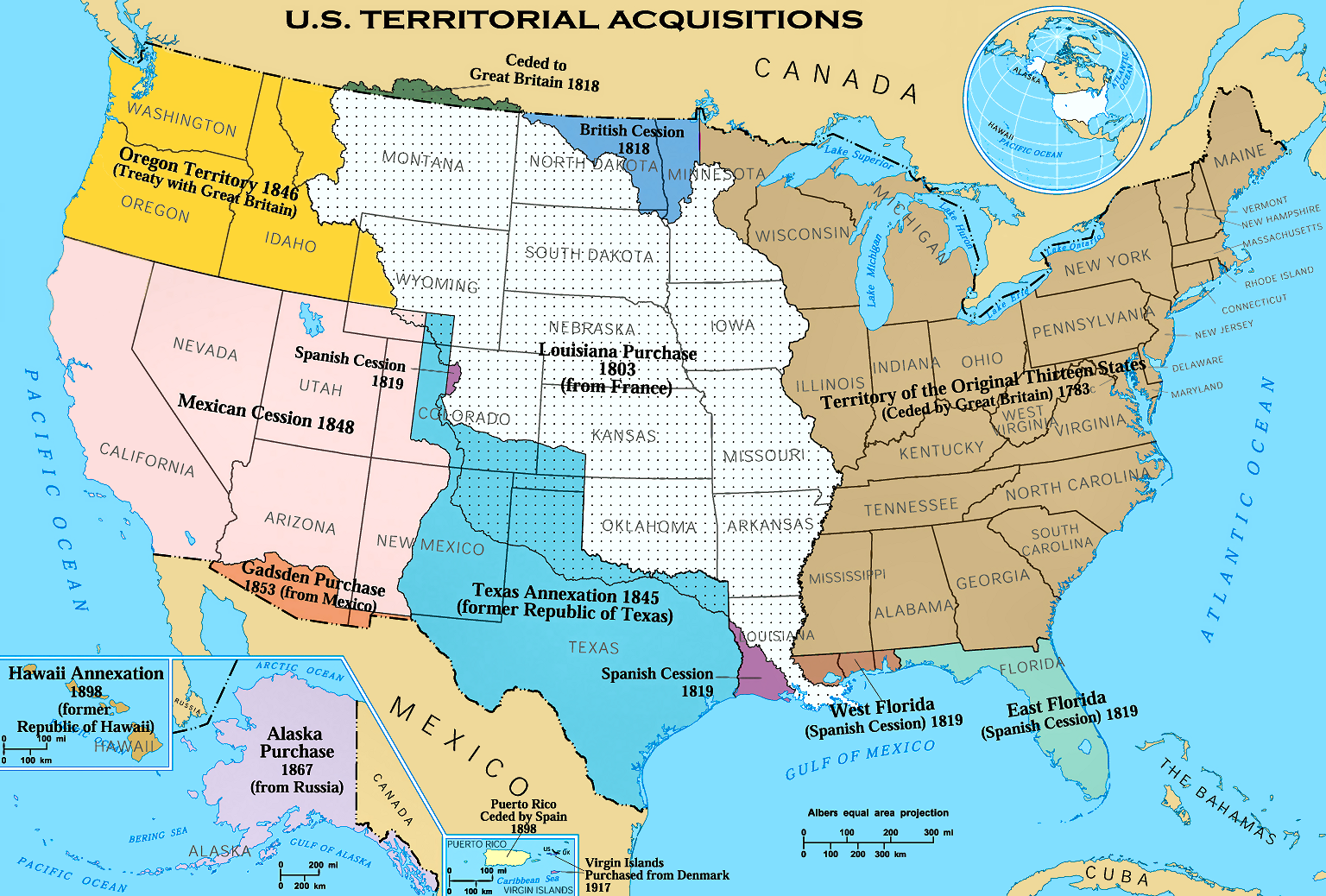
Az Egyesült Államok történelmi területi terjeszkedése, jobbra lent a keretes részben Alaszka megvásárlása látható

Az észak-amerikai szárazföld végleges amerikai területi terjeszkedése 1867-ben következett be, amikor az Egyesült Államok megvásárolta Alaszkát. Az 1850-es évekbeli krími háborút követően II. Sándor orosz cár úgy döntött, hogy lemond a gyengélkedő Orosz-Amerika (a mai Alaszka) feletti ellenőrzésről, mivel attól tartott, hogy a terület könnyen elveszhet egy esetleges jövőbeli háborúban Oroszország és az Egyesült Királyság között. 1865-ben William Henry Seward amerikai külügyminiszter tárgyalásokat kezdett Eduard de Stoeckl orosz miniszterrel Alaszka megvásárlásáról. Seward kezdetben 5 millió dollárt ajánlott Stoecklnek; a két férfi megegyezett 7 millió dollárban, és 1867. március 15-én Seward bemutatta a szerződéstervezetet az amerikai kabinetnek. Stoeckl felettesei több aggályt is felvetettek; hogy rávegyék, hogy lemondjon ezekről, a végső vételárat 7,2 millió dollárra emelték, és március 30-án az amerikai szenátus ratifikálta a szerződést. Az átadási ceremóniára október 18-án került sor az alaszkai Sitkában. Orosz és amerikai katonák vonultak fel a kormányzó háza előtt; az orosz zászlót leengedték, az amerikai zászlót pedig tüzérségi dudaszó közepette felvonták.
A vásárlással 586 412 négyzetmérföld (1 518 800 km²) új területet csatoltak az Egyesült Államokhoz, ami körülbelül kétszer akkora terület, mint Texas. Az Egyesült Államokban a vásárlásra adott reakciók többnyire pozitívak voltak, mivel sokan úgy vélték, hogy Alaszka birtoklása bázisként szolgál majd az amerikai kereskedelem ázsiai bővítéséhez. Néhány ellenző „Seward bolondsága” vagy „Seward jégdobozának” nevezte a vásárlást, mivel azt állították, hogy az Egyesült Államok haszontalan területeket szerzett. A vásárlás után szinte az összes orosz telepes elhagyta Alaszkát; Alaszka kevés új telepest vonzott egészen a Klondike-i aranyláz 1896-os megindulásáig. Az eredetileg Alaszkai Minisztériumként megszervezett területet átnevezték Alaszkai Kerületnek, majd Alaszkai Területnek, mielőtt 1959-ben a modern Alaszka Állam lett.
A klondikei aranyláz megindulása 200 000 aranyásót hozott Alaszkába. Az aranyláz nagymértékben növelte az amerikai kormány elkötelezettségét az ipari infrastruktúra fejlesztése iránt, ami viszont új lakosokat vonzott a fenntartásához. Az aranykeresők számának növekedése járványokat és földi konfliktusokat hozott a telepesek és az őslakos alaszkaiak között. Shari Huhndorf jupik történész szerint „Ezek a változó demográfiai viszonyok átalakították az őslakosok és az újonnan érkezettek közötti társadalmi kapcsolatokat, és hamarosan Jim Crow-szerű szegregációhoz vezettek, amelyet a gyorsan terjeszkedő területi kormányzat támogatott.”.
1905-ben elfogadták a Nelson-törvényt, amely lehetővé tette az Alaszkai Terület számára, hogy iskolákat nyisson a bejegyzett városokon kívül, és azokat a szövetségi Oktatási Hivatal ellenőrzésén kívül működtesse. Carol Barnhardt történész szerint az Alaszkai Terület iskolákat nyitott „a civilizált életet élő fehér és vegyes vérű gyermekek számára”, míg az őslakos gyermekek iskoláit továbbra is az Oktatási Hivatal működtette, amely azzal a meggyőződéssel működött, hogy fontos az alaszkai őslakosokat, az összes amerikai őslakossal együtt, civilizált keresztényekké alakítani. Az amerikai kormány az oktatásban látta e cél elérésének leghatékonyabb módját. Összességében kevéssé ismerték fel az őslakosok különböző csoportjai közötti fontos különbségeket. A szövetségi Oktatási Hivatal olyan szolgáltatásokat is kiterjesztett, mint az orvosi ellátás, a szövetkezeti boltok és egy hajó a távoli parti falvak ellátására, lassan csökkentve az őslakos közösségek önellátását, és lehetővé téve az amerikai kormány számára, hogy nagyobb befolyást gyakoroljon az alaszkai őslakosok életére. Az alaszkai felvásárlás hatásait az alaszkai őslakosok még mindig érzik. Sheila Watt-Cloutier inuit szerző szerint „A föld, amely olyan fontos része a szellemünknek, a kultúránknak, valamint a fizikai és gazdasági jólétünknek, gyakran kiszámíthatatlan és bizonytalan hellyé válik számunkra.”.

### Amerikai őslakosok

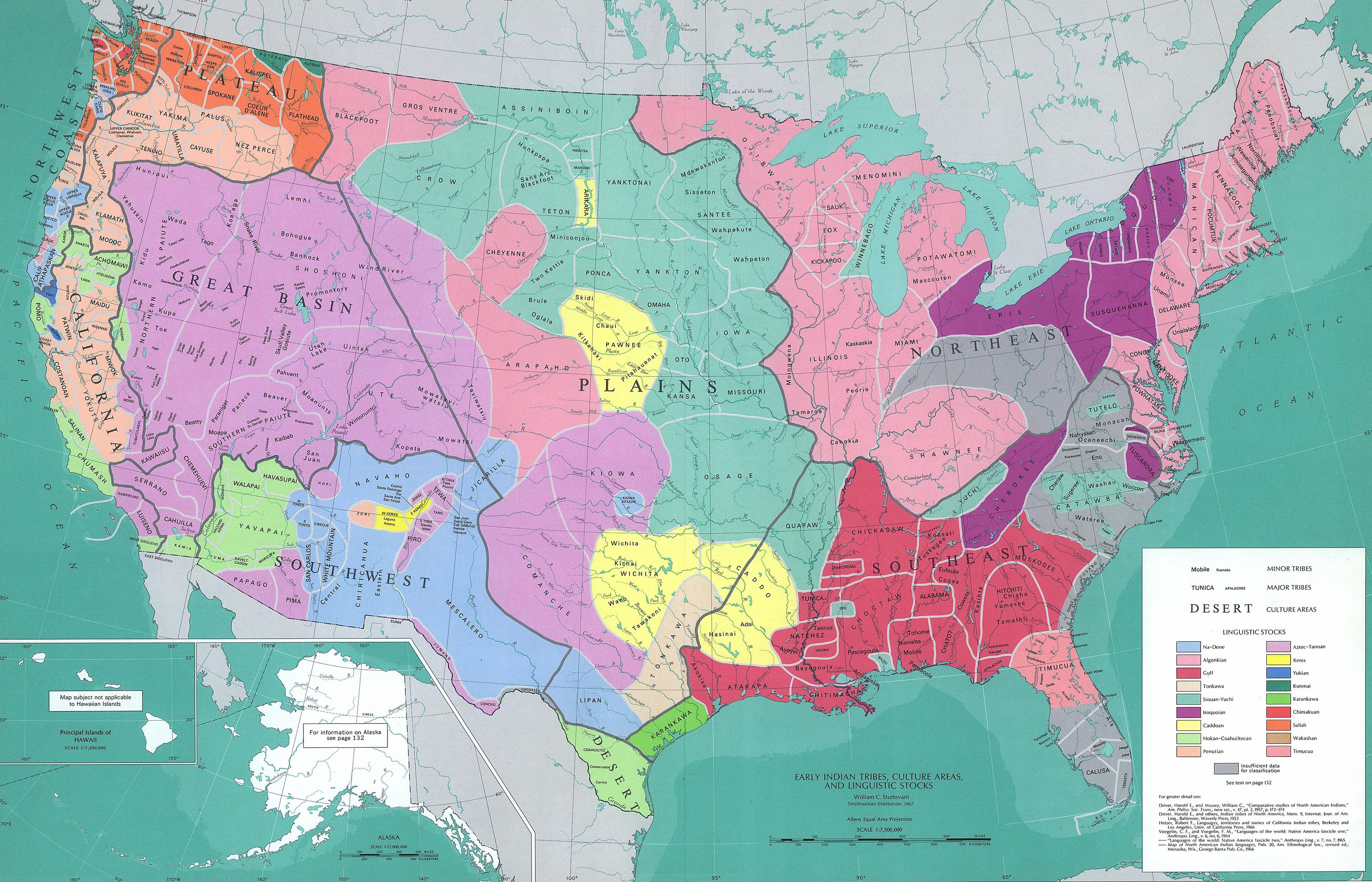
Korai indián törzsi területek nyelvi csoportok szerint színkódolva

A nyilvánvaló végzet komoly következményekkel járt az indiánok számára, mivel a kontinentális terjeszkedés hallgatólagosan az indiánok földjeinek elfoglalását és annektálását jelentette, néha a rabszolgaság kiterjesztése érdekében. Ez végül az indiánok eltávolításán keresztül az őslakosok több csoportjával való összecsapásokhoz és háborúkhoz vezetett. Az Egyesült Államok folytatta azt az európai gyakorlatot, hogy csak korlátozottan ismerte el az őslakosok földhöz való jogait. A nagyrészt Henry Knox, a washingtoni kormányzat hadügyminisztere által megfogalmazott politikában az amerikai kormány az amerikai őslakosok földjeinek szerződésekben történő megvásárlásával igyekezett nyugaton terjeszkedni. Kizárólag a szövetségi kormány vásárolhatott indián földeket, és ezt a törzsi vezetőkkel kötött szerződéseken keresztül tette. Vitatott kérdés volt, hogy egy törzs valóban rendelkezett-e olyan döntéshozó struktúrával, amely képes volt szerződést kötni. Az országos politika célja az volt, hogy az indiánok csatlakozzanak az amerikai társadalomhoz, és „civilizálódjanak”, ami azt jelentette, hogy ne legyenek többé háborúk a szomszédos törzsekkel, vagy rablások a fehér telepesek és utazók ellen, és a vadászatról áttérjenek a földművelésre és a farmgazdálkodásra. A civilizációs programok hívei úgy vélték, hogy az őslakos törzsek letelepítésének folyamata nagymértékben csökkenteni fogja az indiánok által igényelt földterület nagyságát, és így több földterület áll majd a fehér amerikaiak rendelkezésére a hontalanok számára. Thomas Jefferson úgy vélte, hogy bár Amerika őslakosai intellektuálisan egyenrangúak a fehérekkel, de vagy asszimilálódniuk kell a fehérekhez, és úgy kell élniük, mint a fehérek, vagy elkerülhetetlenül félre kell szorulniuk általuk.
Jeffrey Ostler történész szerint Jefferson úgy vélte, hogy amint az asszimiláció már nem volt lehetséges, az őslakosok kiirtása mellett érvelt.
Jefferson 1803. február 27-én William Henry Harrisonnak írt levelében:
„de mivel ez a levél nem hivatalos és magánjellegű, biztonsággal adhatok Önnek egy bővebb képet az indiánokkal kapcsolatos politikánkról...”. A mi rendszerünk az, hogy örökös békében éljünk az indiánokkal, hogy szeretetteljes ragaszkodást ápoljunk velük szemben, minden igazságos és liberális dologgal, amit az ésszerűség határain belül megtehetünk értük, és hogy hatékony védelmet nyújtunk nekik a saját népünk által elkövetett sérelmekkel szemben. Mivel a vadállomány csökkenése miatt a vadászatból való megélhetésük nem elegendő, a földművelésre, a fonásra és szövésre kívánjuk őket rávenni... ha egy kis földterület művelésére vonulnak vissza, észreveszik majd, mennyire haszontalanok számukra a kiterjedt erdők, és hajlandóak lesznek azokat időről időre levágni, cserébe a gazdaságuk és családjuk számára szükséges dolgokért. Kereskedőházainkban is olyan alacsonyan szándékozunk eladni, hogy pusztán a költséget és a díjakat térítsük meg, hogy ne csökkenjen vagy növekedjen a tőkénk. ezt a magánkereskedők nem tehetik meg, mert nekik nyerniük kell; következésképpen visszavonulnak a versenytől, & így megszabadulunk ettől a kártevőtől anélkül, hogy az indiánokat megbántanánk vagy felháborítanánk. így településeink fokozatosan körülírják & megközelítik az indiánokat, & azok idővel vagy az USA polgáraiként csatlakoznak hozzánk, vagy a Mississippin túlra költöznek.”
Robert J. Miller jogtudós és professzor megjegyezte, hogy Thomas Jefferson „megértette és felhasználta a felfedezés doktrínáját [más néven a nyilvánvaló végzetet] politikai karrierje során, és nagymértékben részt vett a doktrína indián törzsekkel szembeni alkalmazásában.” Jefferson „jogi és politikai karrierje során gyakran merült el az indián ügyekben”, és „jól ismerte azt az eljárást is, amelyet a virginiai kormányok történelmileg az indián [föld]jogcímek kioltására használtak”. Jefferson ezt a tudást használta fel az 1803-as louisianai adásvételhez, segített az indián eltávolítási politika kidolgozásában, és megalapozta az indián törzsek egyre távolabbi, esetlegesen kis rezervátumokba történő áttelepítését.
Az „indiánok eltávolításának” gondolata a nyilvánvaló végzet kontextusában nyert teret, és Jefferson mint a téma egyik fő politikai hangadója révén felhalmozódtak azok a szószólók, akik úgy vélték, hogy az amerikai indiánoknak jobb lenne, ha a fehér telepesektől távolabb költöznének. Az eltávolítási törekvéseket Andrew Jackson politikája tovább szilárdította, amikor 1830-ban aláírta az indiánok eltávolításáról szóló törvényt. A Kongresszushoz az 1829-es első éves üzenetében Jackson a kitelepítéssel kapcsolatban kijelentette:
Megfontolásra javaslom, hogy helyénvaló-e egy nagy területet kijelölni a Mississippitől nyugatra, a jelenleg kialakult államok vagy területek határain kívül, amelyet az indián törzsek számára garantálnának, amíg azok azt elfoglalják, és minden törzsnek külön irányítása lenne a saját használatára kijelölt rész felett. Ott biztosítható, hogy a törzsek saját választásuk szerinti kormányzatot élvezhessenek, és az Egyesült Államok részéről csak olyan ellenőrzésnek legyenek alávetve, amely szükséges lehet a határon és a különböző törzsek közötti béke megőrzéséhez. Ott a jóakaratúak arra törekedhetnek, hogy megtanítsák őket a civilizáció művészetére, és a közöttük való egyesülés és harmónia előmozdításával egy érdekes községet hozzanak létre, amely arra hivatott, hogy a fajt megörökítse, és tanúsítsa e kormány emberségét és igazságosságát.”
Az Egyesült Államok nyugati részeinek jelentős felfedezése és gyarmatosítása után erőforrásokra és iparra volt szükség az ilyen kolóniák fenntartásához. Dina Gilo-Whitaker, a Colville-kutató felvázolja, hogy e folyamat során az őslakosoknak innovatív technológiákat és bőséges erőforrásokat ígértek, miközben a telepesek ténylegesen elkezdték a folyók duzzasztását, a vasútvonalak bevezetését, valamint a természeti erőforrások és ásványi anyagok keresését az őslakosok földjeinek bányászata és feltárása révén. Boyd Cothran és Ned Blackhawk történészek szerint ez a beáramló kereskedelem, iparosítás és a közlekedési folyosók kiépítése elpusztította a környező állatállományt, kárt okozott a vízfolyásokban, és betegségeket okozott az ezeken a területeken élő indián népek számára.

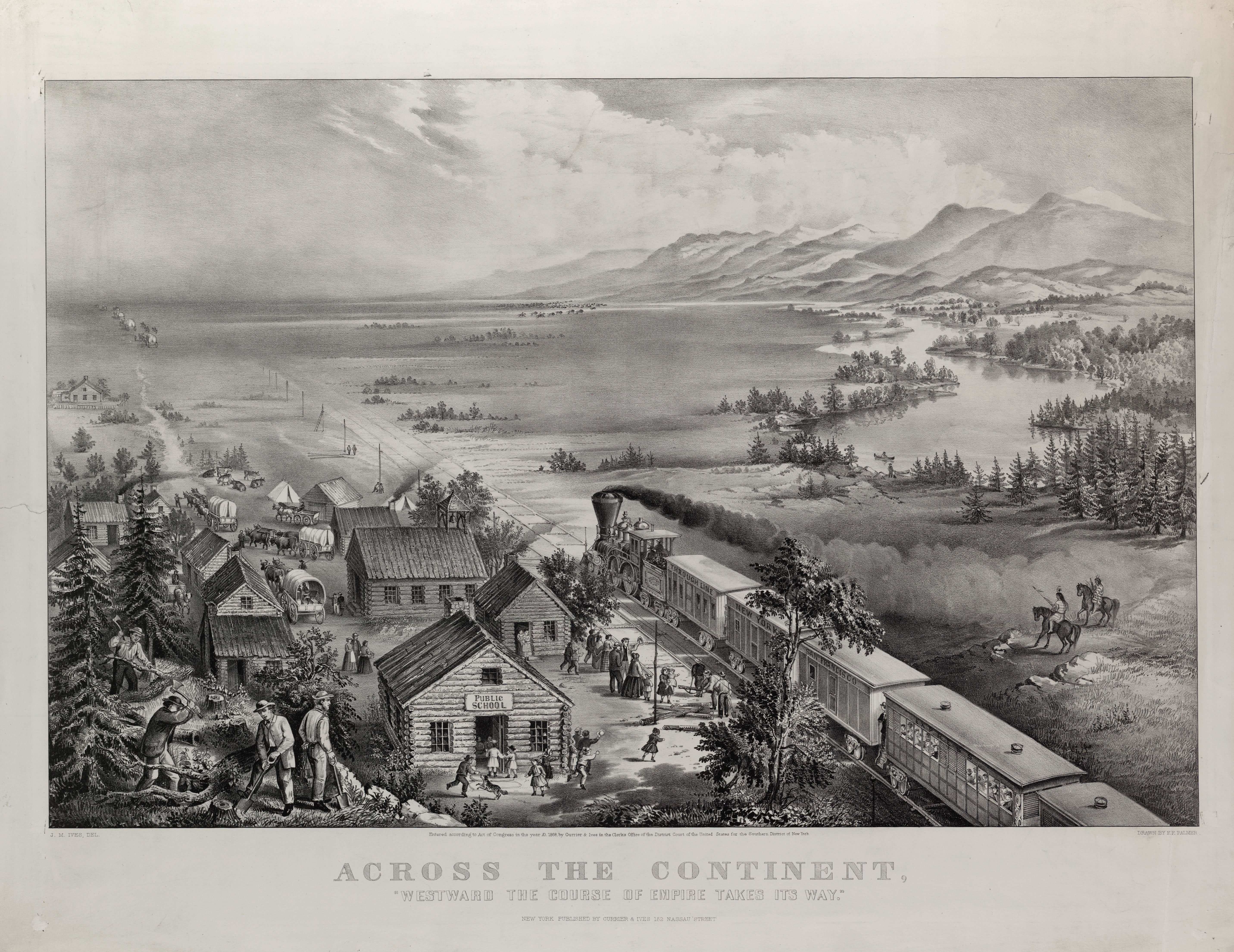
Across The Continent, egy 1868-as litográfia, amely a fehér telepesek nyugati terjeszkedését illusztrálja.

Jeffery Ostler történész kommentál néhány általános elméletet az őslakos amerikai népesség e környezeti tényezők miatti csökkenéséről. Kimutatja, hogy ebben az időszakban számos „pusztító erő volt jelen, beleértve a rabszolgasorba taszítást, a betegségeket, az anyagi nélkülözést, az alultápláltságot és a társadalmi stresszt.”.
Számos őslakos nép kényszerű kitelepítését követően az amerikaiak egyre inkább úgy vélték, hogy az amerikai őslakosok életmódja végül eltűnik, ahogy az Egyesült Államok terjeszkedik. A kitelepítés humanitárius hívei úgy vélték, hogy az amerikai indiánoknak jobb lenne, ha a fehérektől távolabb költöznének. Ahogy Reginald Horsman történész a Race and Manifest Destiny című befolyásos tanulmányában érvelt, a faji retorika felerősödött a nyilvánvaló végzet korszakában. Az amerikaiak egyre inkább úgy vélték, hogy az amerikai őslakosok életmódja „el fog tűnni”, ahogy az Egyesült Államok terjeszkedik. Ez az elképzelés például tükröződött Amerika egyik első nagy történészének, Francis Parkmannek a munkásságában, akinek mérföldkőnek számító könyve, a The Conspiracy of Pontiac 1851-ben jelent meg. Parkman azt írta, hogy a francia-indián háborúban elszenvedett francia vereség után az indiánok „arra voltak ítélve, hogy elolvadjanak és eltűnjenek az angol-amerikai hatalom előretörő hullámai előtt, amelyek most már ellenőrizetlenül és ellenállás nélkül gördültek nyugat felé”. Parkman hangsúlyozta, hogy az indiánok hatalmának összeomlása a 18. század végén gyors volt, és már a múlté.
Az indián kitelepítési politika vezetett a mai rezervátumrendszerhez, amely területeket osztott ki az egyes törzseknek. Dina Gilio-Whitaker tudós szerint „a szerződések olyan rezervátumokat is létrehoztak, amelyek az őslakosokat sokkal kisebb területekre zárták, mint amihez évezredek óta hozzászoktak, csökkentve az önellátási képességüket.” David Rich Lewis író és tudós szerint ezekben a rezervátumokban sokkal nagyobb volt a népsűrűség, mint az őslakosok szülőföldjén. Ennek eredményeképpen „az őslakosok 19. századi összevonása lehetővé tette, hogy járványos betegségek tomboljanak a közösségeiken.” Ezen kívül „a megváltozott megélhetési szokások és környezet eredménye - hozzájárult a táplálkozással kapcsolatos betegségek, mint a cukorbetegség, vitamin- és ásványi anyaghiány, májzsugor, elhízás, epehólyagbetegség, magas vérnyomás és szívbetegségek robbanásszerű terjedéséhez.”

## Észak-Amerika szárazföldi részén túl

A Hawaii Köztársaság 1898-as annexiójáról tudósító újság

1859-ben Reuben Davis, a Mississippi képviselőházának tagja megfogalmazta a nyilvánvaló végzet egyik legtágabb vízióját:
Kiterjeszkedhetünk, hogy az egész világot magunkba foglaljuk. Mexikót, Közép-Amerikát, Dél-Amerikát, Kubát, a Nyugat-indiai szigeteket, sőt még Angliát és Franciaországot is kényelmetlenségek nélkül annektálhatjuk... megengedve nekik, hogy helyi törvényhozásukkal a saját módszereik szerint szabályozzák helyi ügyeiket. És ez, uram, ennek a köztársaságnak a küldetése és végső sorsa.
Ahogy a polgárháború a történelem homályába veszett, a nyilvánvaló végzet kifejezés rövid ideig újraéledt. Josiah Strong protestáns misszionárius 1885-ös bestsellerében, az Our Country könyvében úgy érvelt, hogy a jövő Amerikára hárul, mivel tökéletesítette a polgári szabadság eszményeit, „a tiszta szellemi kereszténységet”, és így zárta: „Az én kérésem nem az, hogy mentsük meg Amerikát Amerika kedvéért, hanem az, hogy mentsük meg Amerikát a világ kedvéért.”
Az 1892-es amerikai elnökválasztáson a Republikánus Párt programja ezt hirdette: „Megerősítjük a Monroe-doktrína helyeslését, és hiszünk a Köztársaság legtágabb értelemben vett nyilvánvaló végzetének megvalósításában." Hogy ebben az összefüggésben mit értettek »nyilvánvaló végzet« alatt, az nem volt egyértelműen meghatározva, különösen mivel a republikánusok elvesztették a választást.
Az 1896-os választásokon a republikánusok visszafoglalták a Fehér Házat, és a következő 16 évben meg is tartották azt. Ez idő alatt a nyilvánvaló végzetre hivatkoztak a tengerentúli terjeszkedés előmozdítása érdekében. Azt, hogy a nyilvánvaló végzetnek ez a változata összhangban volt-e az 1840-es évek kontinentális expanziójával, akkoriban és még sokáig utána is vitatták.
Amikor például William McKinley elnök 1898-ban a Hawaii Köztársaság annektálása mellett érvelt, azt mondta, hogy „Hawaiira ugyanúgy és sokkal nagyobb szükségünk van, mint Kaliforniára. Ez a nyilvánvaló végzet”. Másrészt Grover Cleveland volt demokrata elnök, aki kormányzása idején megakadályozta Hawaii annektálását, azt írta, hogy McKinley a terület annektálása „nemzeti sorsunk perverziója”. A történészek folytatták ezt a vitát; egyesek úgy értelmezték, hogy az 1890-es években más csendes-óceáni szigetcsoportok amerikai felvásárlása a nyilvánvaló végzet kiterjesztése volt a Csendes-óceánra. Mások a nyilvánvaló végzet ellentétének és csupán imperializmusnak tekintették.

### Spanyol-Amerikai háború

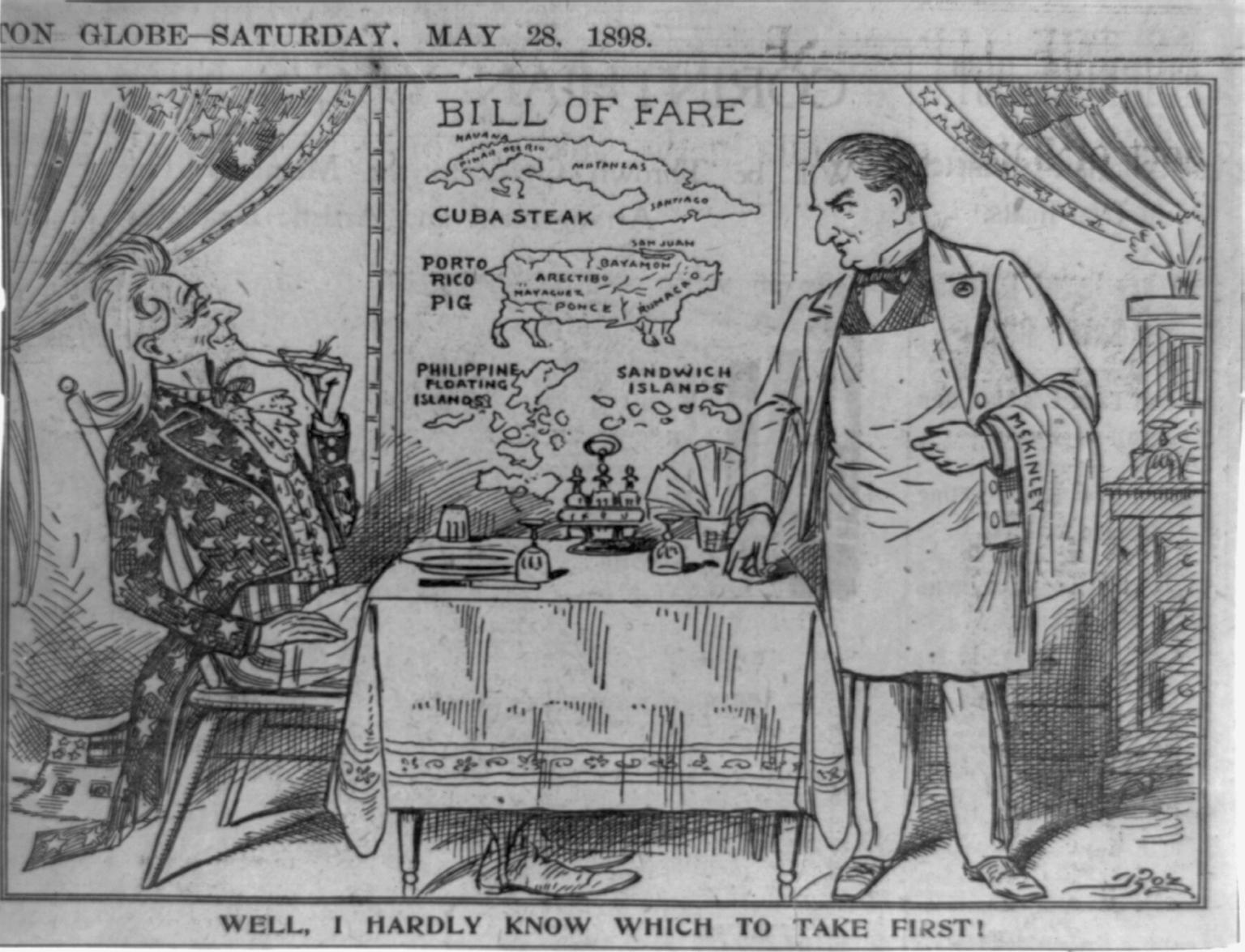
Karikatúra Sam bácsiról, amint egy étteremben ülve nézi a „Kuba steak”, a „Porto Rico disznó”, a „Fülöp-szigetek” és a „Szendvics-szigetek” (Hawaii) étlapját

1898-ban az Egyesült Államok beavatkozott a kubai felkelésbe, és megindította a Spanyol–amerikai háborút, hogy kiszorítsa Spanyolországot. A párizsi szerződés feltételei szerint Spanyolország lemondott Kuba feletti szuverenitásáról, és átengedte a Fülöp-szigeteket, Puerto Ricót és Guamot az Egyesült Államoknak. A Fülöp-szigetek átengedésének feltételei között szerepelt, hogy az Egyesült Államok 20 millió dollárt fizet Spanyolországnak. A szerződés rendkívül vitatott volt, és William Jennings Bryan elítélte, aki megpróbálta az 1900-as választások központi kérdésévé tenni. McKinley elsöprő vereséget szenvedett.
A háború előtt az amerikai szenátus által egyhangúlag elfogadott Teller-kiegészítés, amely Kubát „szabadnak és függetlennek” nyilvánította, megelőzte a sziget annektálását. A Platt-kiegészítés (1902) ezután Kubát az Egyesült Államok virtuális protektorátusává tette.
Guam, Puerto Rico és a Fülöp-szigetek megszerzése a Spanyolországgal vívott háború után új fejezetet jelentett az Egyesült Államok történelmében. Hagyományosan a területeket az Egyesült Államok azzal a céllal szerezte meg, hogy a már létező államokkal egyenrangú új államokká váljanak. Ezeket a szigeteket inkább gyarmatként, mint leendő államként szerezték meg. A folyamatot a szigetjogi ügyek érvényesítették. A Legfelsőbb Bíróság kimondta, hogy a teljes alkotmányos jogok nem terjednek ki automatikusan minden amerikai ellenőrzés alatt álló területre.
Frederick Merk szerint ezek a gyarmatszerzések szakítást jelentettek a nyilvánvaló végzet eredeti szándékával. Korábban „a nyilvánvaló végzet tartalmazott egy olyan alapvető elvet, amelyben egy Calhoun és egy O'Sullivan is egyet tudott érteni - hogy egy olyan népet, amely nem képes államiságra emelkedni, soha nem szabad annektálni. Ezt az elvet az 1899-es imperializmus kidobta a vízbe." Albert J. Beveridge 1900. szeptember 25-én, a chicagói Auditoriumban tartott beszédében ennek ellenkezőjét állította. Kijelentette, hogy a Kubára és a többi megszerzett területre vonatkozó jelenlegi kívánság azonos a Washington, Jefferson és Marshall által kifejtett nézetekkel. Sőt, „a Csillagok és Csíkok szuverenitása nem lehet más, mint áldás bármely nép és bármely ország számára.” A függetlenségre vágyó, születőben lévő forradalmi kormány 1899-ben a Fülöp-szigeteki-amerikai háborúban ellenállt az Egyesült Államoknak; sehol sem nyert támogatást egyetlen kormánytól sem, és összeomlott, amikor vezetőjét elfogták. William Jennings Bryan elítélte a háborút és a jövőbeli tengerentúli terjeszkedés minden formáját, és azt írta: „»A végzet« nem olyan nyilvánvaló, mint amilyen néhány héttel ezelőtt volt.”
1917-ben minden Puerto Ricó-i teljes jogú amerikai állampolgárrá vált a Jones-törvény révén, amely egy nép által választott törvényhozást és egy törvényjavaslatot is előírt, és engedélyezte egy rezidens biztos megválasztását, akinek szava (de szavazata nincs) a kongresszusban. 1934-ben a Tydings-McDuffie-törvény a Fülöp-szigeteket a függetlenség felé vezető útra terelte, amely 1946-ban a manilai szerződéssel valósult meg. Az 1950-es Guam Organic Act (Guam Szervezeti Törvény) Puerto Rico mellett Guamot is az Egyesült Államok nem bejegyzett, nem szervezett területévé tette, rendelkezett a sziget polgári kormányzatának felépítéséről, és megadta a lakosságnak az amerikai állampolgárságot.

## Örökség és következmények
A Jefferson és a „Szabadság birodalma” által kifejtett, majd Lincoln, Wilson és George W. Bush által továbbvitt amerikai küldetésbe vetett hit, miszerint a demokrácia előmozdítása és védelme a világ minden részén a demokrácia célja, továbbra is hatással van az amerikai politikai ideológiára. Douglas MacArthur alatt az amerikaiakat „átitatta a nyilvánvaló végzet érzése” - mondja John Dower történész.

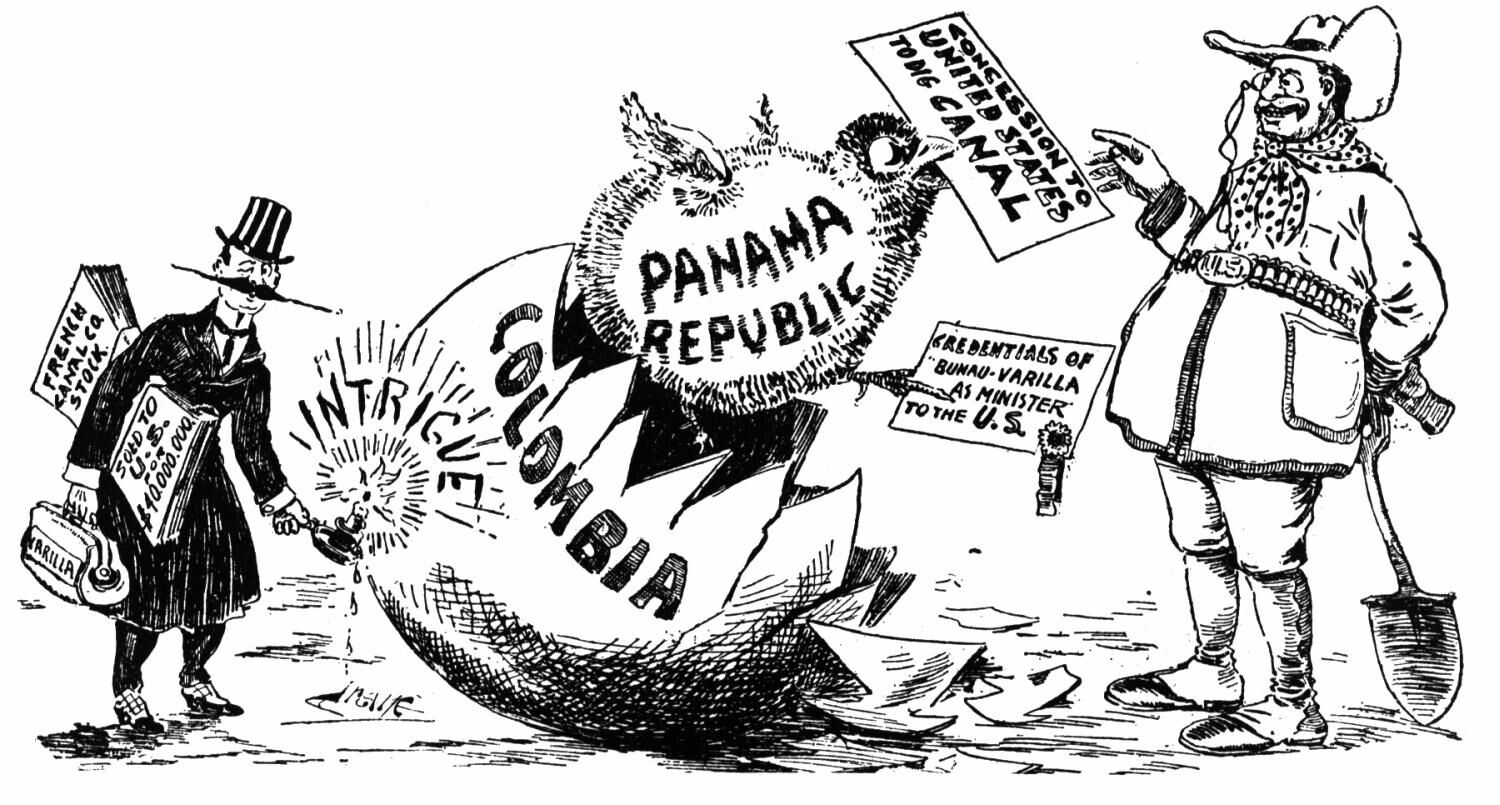
Az Egyesült Államok befolyásolási szándéka (különösen a Panama-csatorna építése és ellenőrzése) a területre gyakorolt befolyása miatt 1903-ban elválasztották Panamát Kolumbiától.

A 19-20. század fordulója után a nyilvánvaló végzet kifejezés használata visszaszorult, mivel a területi terjeszkedést már nem úgy hirdették, mint Amerika „végzetének” részét. Theodore Roosevelt elnök alatt az Egyesült Államok szerepét az Újvilágban a Monroe-doktrína 1904-es Roosevelt-féle kiegészítésében úgy határozták meg, hogy az Egyesült Államok „nemzetközi rendőrhatalomként” biztosítja az amerikai érdekeket a nyugati féltekén. Roosevelt kiegészítése kifejezetten elutasította a területi terjeszkedést. A múltban a nyilvánvaló végzetet szükségesnek tartották a Monroe-doktrína nyugati féltekén való érvényesítéséhez, de most az expanzionalizmust felváltotta az intervencionizmus, mint a doktrínához kapcsolódó alapvető érték.
Wilson elnök folytatta az intervencionizmus politikáját az amerikai kontinensen, és megpróbálta mind a nyilvánvaló végzetet, mind Amerika „küldetését” szélesebb, világméretekben újrafogalmazni. Wilson azzal az érvvel vezette az Egyesült Államokat az I. világháborúba, hogy „a világot biztonságossá kell tenni a demokrácia számára”. A háború után, 1920-ban a kongresszushoz intézett üzenetében Wilson kijelentette:

... Azt hiszem, mindannyian felismerjük, hogy eljött a nap, amikor a demokrácia végső próbatétel elé kerül. A régi világ éppen most szenved a demokrácia elvének önkényes elutasításától, és a helyébe az autokrácia elvét állítja, amelyet a sokaság nevében, de tekintélye és szankciója nélkül képviselnek. Ez az az idő, amikor a demokráciának mindenekelőtt bizonyítania kell tisztaságát és szellemi erejét, hogy érvényesülni tudjon. Bizonyára az Egyesült Államok nyilvánvaló sorsa, hogy élen járjon abban a kísérletben, hogy ez a szellem érvényesüljön.

Ez volt az egyetlen alkalom, hogy egy elnök a „nyilvánvaló végzet” kifejezést használta éves beszédében. A nyilvánvaló végzet Wilson-féle változata az expanzionizmus elutasítását és az önrendelkezés (elvi) támogatását jelentette, hangsúlyozva, hogy az Egyesült Államok küldetése az, hogy a demokrácia ügyének világméretű vezetője legyen. Ez az amerikai elképzelés önmagáról, mint a „szabad világ” vezetőjéről, a második világháború végét követő 20. században egyre erősödött, bár ritkán nevezték ezt „nyilvánvaló végzetnek”, mint Wilson tette.
Az amerikai külpolitika kritikusai néha a „nyilvánvaló végzet” kifejezést használják a közel-keleti és egyéb beavatkozások jellemzésére. Ebben a használatban a „nyilvánvaló végzetet” úgy értelmezik, mint a mögöttes okát annak, amit egyesek „amerikai imperializmusként” ítélnek el. A 20. század végén a tudósok által kitalált, pozitívabban hangzó kifejezés a „nemzetépítés”, és Karin Von Hippel külügyminisztériumi tisztviselő megjegyzi, hogy az Egyesült Államok „a 19. század közepe és a »nyilvánvaló végzet« óta részt vesz a nemzetépítésben és a demokrácia előmozdításában”.

### Környezeti következmények az őslakos népekre nézve
Számos tanulmány utal arra, hogy az európai gyarmatosítás és letelepedés következtében az őslakos közösségekre közvetlenül ható környezeti változások következtek be, Dina Gilio-Whitaker tudós szerint, amikor a nyilvánvaló végzet elérte Kaliforniát és Oregont: „A vizeket elterelték, megszakítva a mezőgazdasági gyakorlatokat: ősi élelmiszerforrások megszűntek: a törzsi önrendelkezést veszélyeztették a szerződés alapján épített gátakkal: egész ökoszisztémákat változtattak meg, megszakítva a kulturális gyakorlatokat és megosztva a családokat: a zavarok okozta trauma hozzájárult a törzsi közösségek egészségi állapotának romlásához.”
Továbbá, „a lazacalapú gazdaságok és spirituális hagyományok hirtelen elvesztése szeizmikus sokk volt a kultúrákban és a pszichében azoknak az embereknek, akik kollektíven lazacembereknek nevezik magukat”. Konkrétan: „A karuk egy halász nép, amely több tízezer éve fenntarthatóan gazdálkodik a Klamath folyó halászatával a szertartások és betakarítási technikák alkalmazásával. A nem indiánok 1850-es években történt megérkezése óta azonban a lazacpopulációkat a túlhalászás és az élőhelyük leromlása károsította.” Olyan tudósok, mint Kari Norgaard környezetszociológus, kimutatták, hogy ezek a problémák napjainkban is fennállnak: „Ron Reed a karuk törzs képviselőjeként vett részt az újraengedélyezési folyamatban. Reed meggyőződött arról, hogy az egészséges táplálék hiánya, különösen a lazac elvesztése, közvetlenül befolyásolja népe egészségét, ami a cukorbetegség, a szívbetegségek magas arányához és a várható élettartam csökkenéséhez vezet.”
Az európai letelepedés következtében bekövetkezett egyéb környezeti változásokat az iparosodás előtti korszakban fedezték fel Boyd Cothran történész szerint: „Ez egybeesett egy országos fakitermelési boommal és a Nagy-tavak erdeinek egyidejű közel kimerülésével, ami arra késztette az amerikai vállalkozásokat, hogy a számos nyugati indián rezervátumban található hatalmas faállományokhoz való hozzáférésért kiáltozzanak.”
Eric J. Guiry biomolekuláris régész kimutatta, hogy ez az erdőirtás egyre negatívabb hatással volt a Nagy-tavak ökoszisztémáira: „az ipari korszakhoz képest... „A Nagy-tavak vízi zavarai az ökológiai erőforrások elvesztésén keresztül a fakitermeléshez kapcsolódtak. „Az eredmények azt mutatják, hogy az ipari korszakhoz képest a Nagy-tavak ökoszisztémáinak nitrogénciklusa és trofikus szerkezete az 1830-as évekig figyelemre méltóan stabil maradt, az őslakosok évezredes mezőgazdasági és egyéb földművelése, az európai betelepülés évtizedei és az éghajlati ingadozások ellenére. Ezt követően az erdőgazdálkodás és a mezőgazdaság okozta fokozott fakitermelés és talajerózió példátlan és hirtelen alulról felfelé irányuló változást okozott az Ontario-tó teljes vízi ökoszisztémájában."

## Kritikák
A kritikusok elítélték a nyilvánvaló végzetet, mint olyan ideológiát, amelyet az őslakosok jogfosztásának és az őslakosok elleni népirtásnak az igazolására használtak. A kritikusok szerint ez az őslakos amerikaiak erőszakos telepes-gyarmati kiszorítását eredményezte a gyarmati terjeszkedés megvalósítása érdekében.
Az ország növekvő terjeszkedési vágyának idején a kritikusok kétségbe vonták az ország képességét, hogy egy ilyen kiterjedt birodalom felett uralkodjon.

### Újságcikkek
- Victor, Frances Fuller (1869. augusztus 1.). „Manifest Destiny in the West”. Overland Monthly 3 (2).
- Dunning, Mike (2001). „Manifest Destiny and the Trans-Mississippi South: Natural Laws and the Extension of Slavery into Mexico”. Journal of Popular Culture 35 (2), 111–127. o. DOI:10.1111/j.0022-3840.2001.00111.x. ISSN 0022-3840. Fulltext: Ebsco.
- Pinheiro, John C (2003). „'Religion Without Restriction': Anti-catholicism, All Mexico, and the Treaty of Guadalupe Hidalgo”. Journal of the Early Republic 23 (1), 69–96. o. DOI:10.2307/3124986. ISSN 0275-1275. JSTOR 3124986.
- Sampson, Robert D (2002). „The Pacifist-reform Roots of John L. O’Sullivan’s Manifest Destiny”. Mid-America 84 (1–3), 129–144. o. ISSN 0026-2927.

### Könyvek
- Brown, Charles Henry. Agents of Manifest Destiny: the lives and times of the filibusters. University of North Carolina Press (1980. január 1.). ISBN 978-0-8078-1361-4
- Burge, Daniel J. (2022). A Failed Vision of Empire: The Collapse of Manifest Destiny, (1845–1872). University of Nebraska Press. ISBN 978-1496228079
- Burns, Edward McNall. The American idea of mission: concepts of national purpose and destiny. Rutgers University Press (1957)
- Cheathem, Mark R. and Terry Corps, eds. Historical Dictionary of the Jacksonian Era and Manifest Destiny (2nd ed. 2016), 544 pp
- Fresonke, Kris. West of Emerson: the design of Manifest Destiny. University of California Press (2003). ISBN 978-0-520-23185-6
- Goetzmann, William H. When the Eagle Screamed: The Romantic Horizon in American Expansionism, 1800-1860 (U of Oklahoma Press, 2000) online
- Gould, Lewis L.. The Presidency of William McKinley. Regents Press of Kansas (1980). ISBN 978-0-7006-0206-3
- Graebner, Norman A.. Manifest destiny. Bobbs–Merrill (1968). ISBN 978-0-672-50986-5
- Manifest Destiny. Greenwood Press (2003). ISBN 978-0-313-32308-9
- Hofstadter, Richard. Cuba, the Philippines, and Manifest Destiny, The paranoid style in American politics: and other essays. Knopf (1965)
- Horsman, Reginald. Race and Manifest Destiny: The origins of American racial Anglo-Saxonism. Harvard University Press (1981). ISBN 978-0-674-94805-1
- McDonough, Matthew Davitian. Manifestly Uncertain Destiny: The Debate over American Expansionism, 1803–1848. PhD dissertation, Kansas State University, 2011.
- Merk, Frederick, and Lois Bannister Merk. Manifest Destiny and Mission in American History: A Reinterpretation. New York: Knopf, 1963.
- May, Robert E.. Manifest Destiny's underworld: filibustering in antebellum America. University of North Carolina Press (2002). ISBN 978-0-8078-2703-1
- Miller, Christopher. Prophetic Worlds: Indians and Whites on the Columbia Plateau. University of Washington Press (1985). ISBN 0-295-98302-7
- Morrison, Michael A.. Slavery and the American West: The Eclipse of Manifest Destiny and the Coming of the Civil War. UNC Press Books (1999. augusztus 3.). ISBN 978-0-8078-4796-1
- Smith, Gene A.. Thomas Ap Catesby Jones: commodore of Manifest Destiny. Naval Institute Press (2000). ISBN 978-1-55750-848-5